# Liste der Biografien/Hop
Liste der Biografien |
Portal Biografien |
Personensuche
# |
A |
B |
C |
D |
E |
F |
G |
H |
I |
J |
K |
L |
M |
N |
O |
P |
Q |
R |
S |
T |
U |
V |
W |
X |
Y |
Z |
?
 
Ha |
Hd |
He |
Hi |
Hj |
Hk |
Hl |
Hm |
Hn |
Ho |
Hr |
Hs |
Ht |
Hu |
Hv |
Hw |
Hy
 
Hoa |
Hob |
Hoc |
Hod |
Hoe |
Hof |
Hog–Hok |
Hol |
Hom |
Hon |
Hoo |
Hop |
Hoq |
Hor |
Hos |
Hot |
Hou |
Hov |
How |
Hox |
Hoy |
Hoz
Die Liste der Biografien führt alle Personen auf, die in der deutschsprachigen Wikipedia einen Artikel haben. Dieses ist eine Teilliste mit 716 Einträgen von Personen, deren Namen mit den Buchstaben „Hop“ beginnt.

## Hop
- Hop, Werner, Ratsherr der Hansestadt Lübeck

### Hopa
- Hopa, Thando (* 1989), südafrikanisches Model, Aktivistin und Juristin

### Hopc
- Höpcke, Klaus (1933–2023), deutscher Politiker (PDS), MdV, MdL, stellvertretender Kulturminister der DDR
- Hopcroft, John E. (* 1939), US-amerikanischer Informatiker

### Hope
- Hope, Adrian (1911–1992), britischer Generalmajor
- Hope, Adrian, 4. Marquess of Linlithgow (* 1946), britischer Peer und Politiker
- Hope, Alec Derwent (1907–2000), australischer Dichter und Essayist
- Hope, Anthony (1863–1933), englischer Rechtsanwalt und Autor
- Hope, Barclay (* 1958), kanadischer Schauspieler
- Hope, Bertha (* 1936), amerikanische Jazzpianistin
- Hope, Bob (1903–2003), US-amerikanischer Komiker, Schauspieler und EntertainerBob Hope (1903–2003)

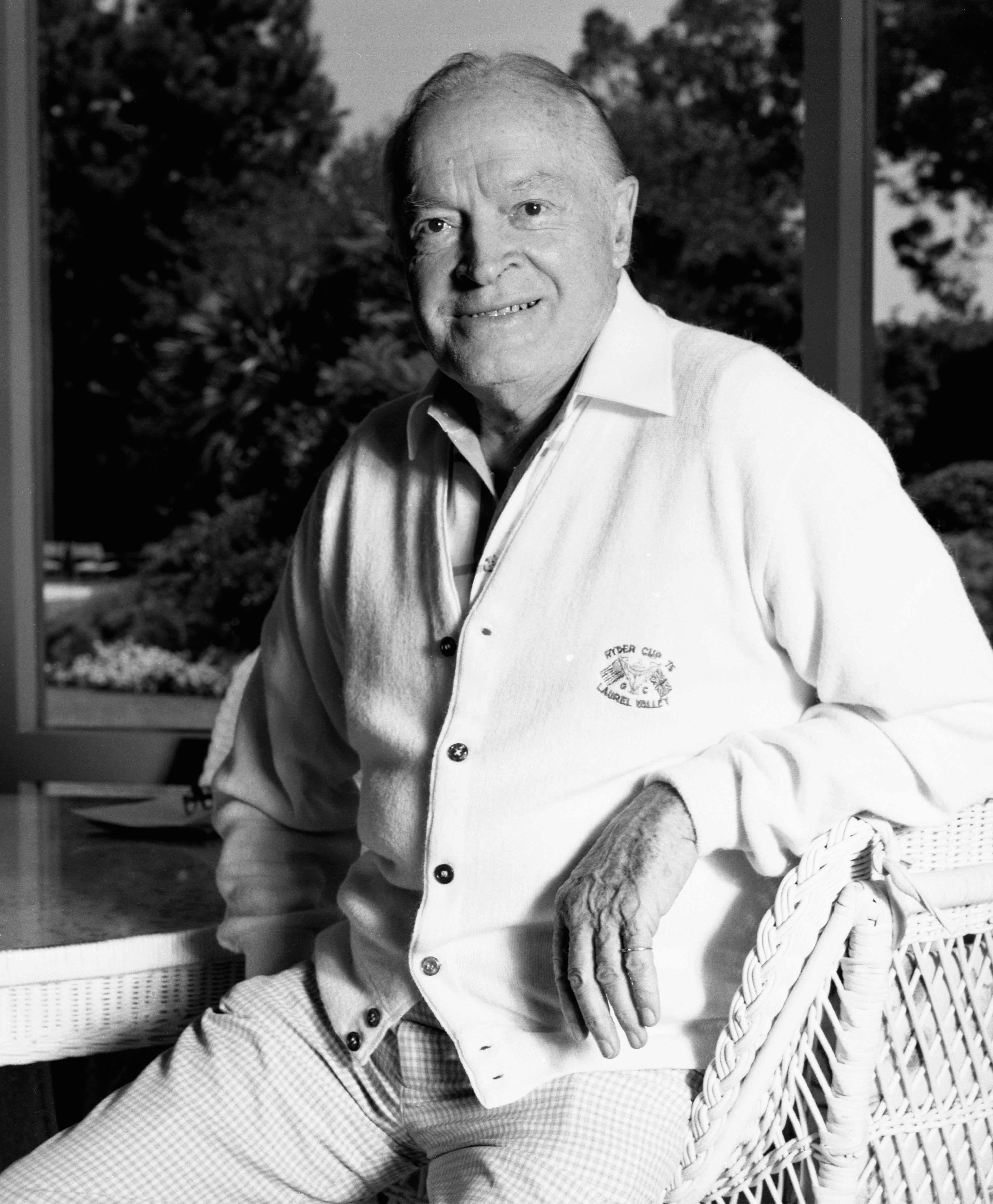
Bob Hope (1903–2003)

- Hope, Charles (* 1945), britischer Kunsthistoriker und Direktor des Londoner Warburg-Instituts
- Hope, Charles Webley (1829–1880), britischer Konteradmiral
- Hope, Charles, 1. Earl of Hopetoun (1681–1742), schottischer Adliger
- Hope, Charlotte (* 1991), britische Schauspielerin
- Hope, Christopher (* 1944), südafrikanischer Schriftsteller
- Hope, Clifford R. (1893–1970), US-amerikanischer Politiker
- Hope, Daniel (* 1973), irisch-deutscher ViolinistDaniel Hope (* 1973)

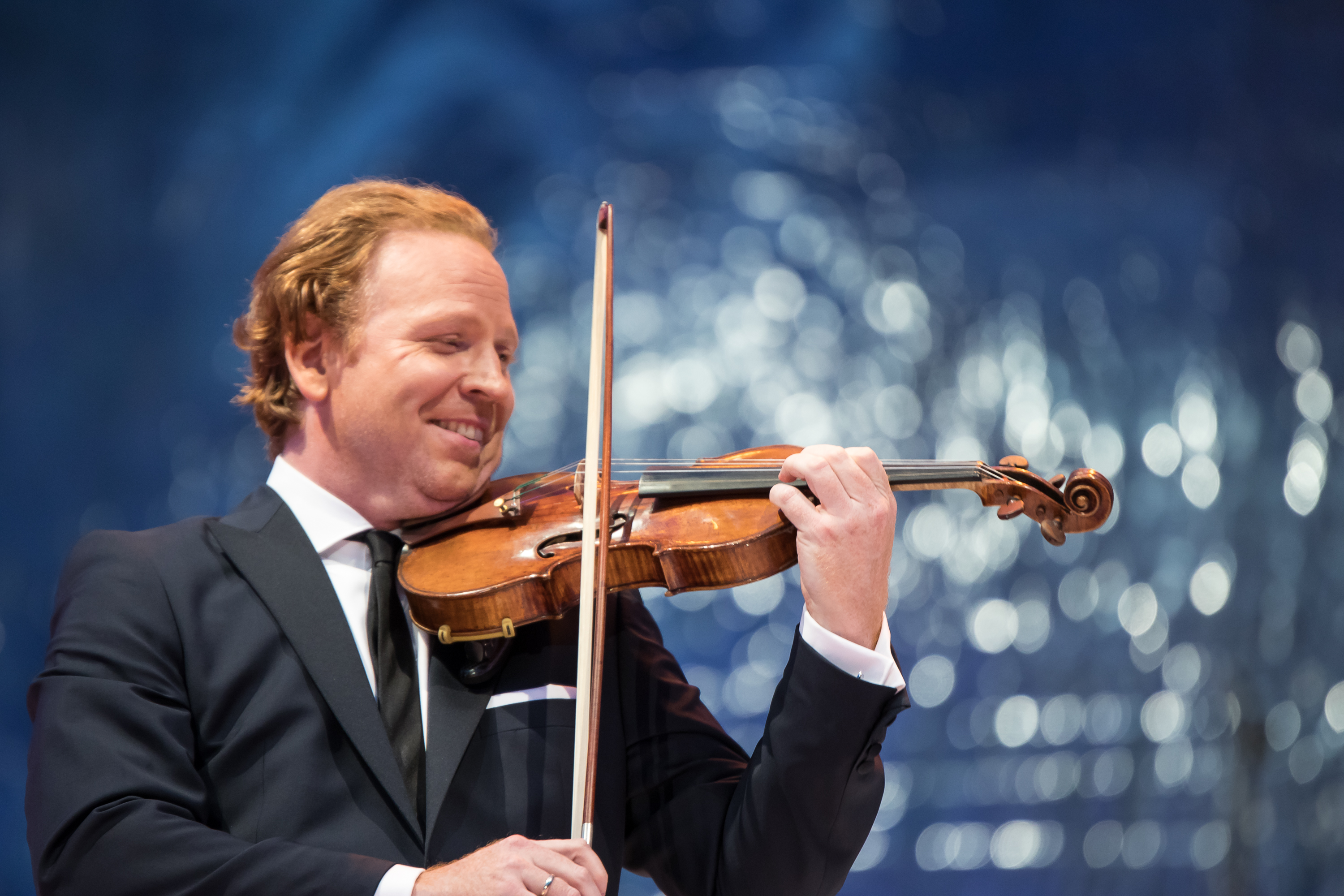
Daniel Hope (* 1973)

- Hope, Daniel (* 1979), britischer Fernseh- und Filmschauspieler
- Hope, David (* 1940), britischer Erzbischof von York
- Hope, David, Baron Hope of Craighead (* 1938), britischer Jurist, stellvertretender Präsident des Obersten Gerichtshofs des Vereinigten Königreichs
- Hope, Dolores (1909–2011), US-amerikanische Sängerin und Witwe des Schauspielers Bob Hope
- Hope, Elmo (1923–1967), US-amerikanischer Jazzpianist
- Hope, Frederick William (1797–1862), englischer Entomologe
- Hope, Fredric (1900–1937), US-amerikanischer Artdirector und Bühnenbildner
- Hope, Geoffrey (1944–2021), australischer Geograph und Umwelthistoriker
- Hope, George (1869–1959), britischer Admiral
- Hope, Henry James (1912–1965), australischer Politiker (ALP)
- Hope, Herbert (1878–1968), britischer Admiral
- Hope, James, 1. Baron Rankeillour (1870–1949), britischer Offizier und Politiker der Conservative Party, Unterhausabgeordneter, Oberhausmitglied
- Hope, Jamie, australischer Metal-Musiker
- Hope, Jasmine, australische Schauspielerin
- Hope, Jeannette (* 1942), australische Archäologin und Paläontologin
- Hope, John, 1. Marquess of Linlithgow (1860–1908), britischer Politiker und Generalgouverneur Australiens
- Hope, John, 2. Earl of Hopetoun (1704–1781), Peer
- Hope, John, 4. Earl of Hopetoun (1765–1823), britischer General
- Hope, Jon Rolf Skamo (* 1998), norwegischer Skilangläufer
- Hope, Laurence (1927–2016), australischer Maler
- Hope, Lavinia (* 2003), Popsängerin
- Hope, Leighton (* 1952), kanadischer Sprinter
- Hope, Leslie (* 1965), kanadische Schauspielerin und FilmregisseurinLeslie Hope (* 1965)

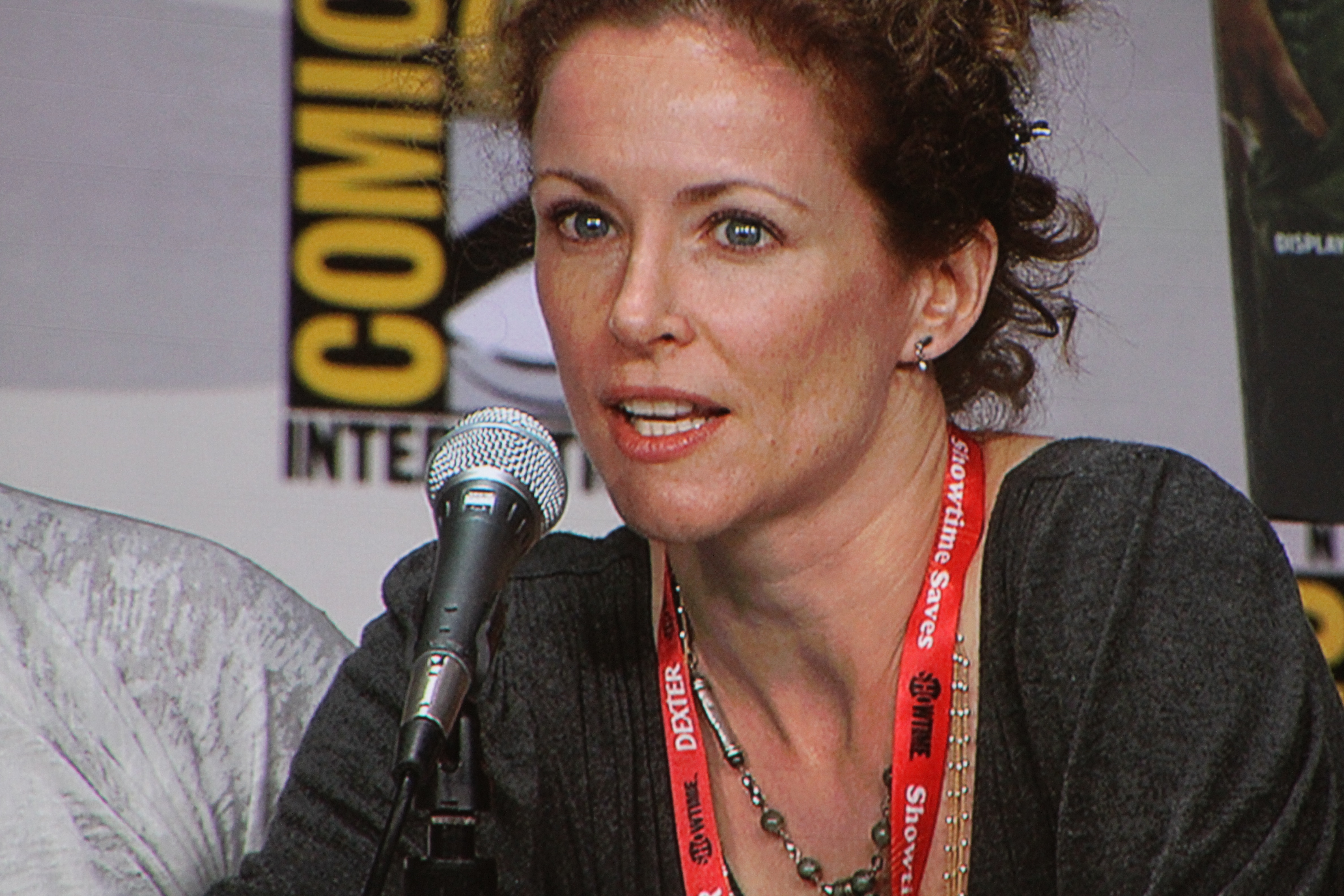
Leslie Hope (* 1965)

- Hope, Linton (1863–1920), britischer Segler und Schiffbauingenieur
- Hope, Lynn (1926–1993), US-amerikanischer Rhythm-and-Blues-Tenorsaxophonist
- Hope, Maurice (* 1951), englischer Boxer
- Hope, Mitchell (* 1994), australischer Schauspieler
- Hope, Nathan, US-amerikanischer Kameramann und Fernsehregisseur
- Hope, Shai (* 1993), barbadischer Cricketspieler der West Indies
- Hope, Stan (* 1933), US-amerikanischer Jazz-Pianist
- Hope, Starley (* 1987), australische Sängerin und Songwriterin
- Hope, Tamara (* 1984), kanadische Schauspielerin und Musikerin
- Hope, Ted (* 1962), US-amerikanischer Filmproduzent
- Hope, Thomas (1769–1831), britischer Architekt
- Hope, Thomas Charles (1766–1844), schottischer Chemiker
- Hope, Thomas Edward (1923–1987), britischer Romanist und Sprachwissenschaftler
- Hope, Victor, 2. Marquess of Linlithgow (1887–1952), britischer Politiker, Vizekönig von IndienVictor Hope, 2. Marquess of Linlithgow (1887–1952)

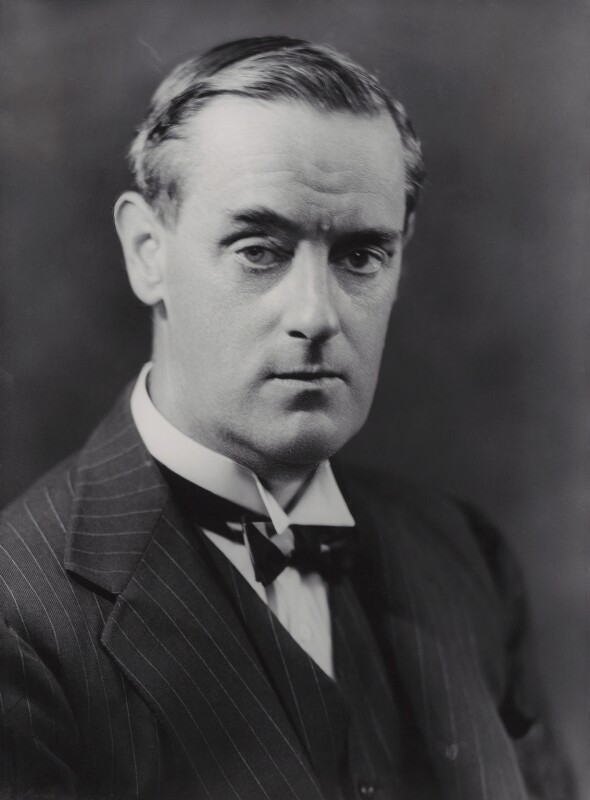
Victor Hope, 2. Marquess of Linlithgow (1887–1952)

- Hope, William (* 1955), kanadischer Schauspieler
- Hope-Johnstone, James, 3. Earl of Hopetoun (1741–1816), schottischer Peer
- Hope-Johnstone, Patrick, 11. Earl of Annandale and Hartfell (* 1941), britischer Peer und Politiker
- Hope-Johnstone, Percy (1909–1983), britischer Peer, Soldat und Autorennfahrer
- Hope-Jones, Robert (1859–1914), britischer Erfinder im Bereich Orgelbau
- Hopekirk, Helen (1856–1945), amerikanische Pianistin
- Höpel, Thomas (* 1968), deutscher Historiker
- Hopen, Dag (* 1961), norwegischer Radrennfahrer
- Höper, Adolf (1894–1971), deutscher Kürschnermeister, Unternehmer und Mitglied des Provinziallandtages Hannover
- Höper, Britta (* 1969), deutsche Hörspiel- und Drehbuchautorin
- Höper, Richard (1911–1986), deutscher Turner
- Höper, Wolfgang (1933–2020), deutscher Schauspieler
- Hopes, Alan Stephen (* 1944), britischer Geistlicher und emeritierter römisch-katholischer Bischof von East Anglia
- Hopewell, Melville R. (1845–1911), US-amerikanischer Politiker

### Hopf
- Hopf, Albert (1815–1885), politisch-sozialkritischer Karikaturist und Satiriker
- Hopf, Alice Lightner (1904–1988), amerikanische Schriftstellerin
- Hopf, Andreas (1940–2000), deutscher Verleger und Schriftsteller
- Hopf, Angela (* 1941), deutsche Malerin, Autorin, Herausgeberin, Cartoon-Schöpferin und Illustratorin
- Hopf, Anton (1910–1994), deutscher Orthopäde und Hochschullehrer
- Hopf, Barbara (1944–1988), deutsche Berufs- und Wirtschaftspädagogin
- Hopf, Beate, deutsche Fernsehassistentin
- Hopf, Caspar (1650–1711), sächsischer Geigenbauer, Mitbegründer des Klingenthaler Geigenbaus
- Hopf, Christel (1942–2008), deutsche Soziologin
- Hopf, Diether (* 1933), deutscher Pädagoge und Hochschullehrer
- Hopf, Eberhard (1902–1983), deutschamerikanischer Mathematiker
- Hopf, Eduard (1901–1973), deutscher Maler
- Hopf, Erkki (* 1964), deutscher Schauspieler und Hörspielsprecher
- Hopf, Ernst (1862–1948), deutscher Jurist und Kommunalpolitiker
- Hopf, Franz (1807–1877), deutscher Politiker, evangelischer Pfarrer und Landtagsabgeordneter in Württemberg
- Hopf, Friedrich (1834–1912), deutscher Politiker und zweiter Bürgermeister von Arnstadt
- Hopf, Friedrich Wilhelm (1910–1982), deutscher lutherischer Theologe
- Hopf, Fritz (1907–1999), deutscher Ingenieur, Unternehmer und Mäzen
- Hopf, Fritz (1920–1997), deutscher Landwirt und Politiker (LDPD), MdV
- Hopf, Georg (1939–1985), deutscher Journalist und Fernsehmoderator
- Hopf, Georg Leonhard (1799–1844), deutscher Küfer, Weinhändler und Brauer
- Hopf, Gerhard (* 1946), deutscher Fotograf
- Hopf, Gertraud (1920–2008), österreichische Opernsängerin (Sopran)
- Hopf, Gustav (1808–1872), deutscher Versicherungsmanager
- Hopf, Gustav (1900–1979), deutscher Dermatologe und Ärztefunktionär
- Hopf, Hannes (1968–2007), deutscher dadaistischer Künstler
- Hopf, Hanns Christian (1934–2013), deutscher Neurologe
- Hopf, Hans (1916–1993), deutscher Opernsänger im Fach des Heldentenors
- Hopf, Hans (* 1942), deutscher analytischer Kinder- und Jugendlichen-Psychotherapeut
- Hopf, Heinrich (1869–1929), deutscher Politiker (SPD)
- Hopf, Heinz (1894–1971), schweizerischer MathematikerHeinz Hopf (1894–1971)

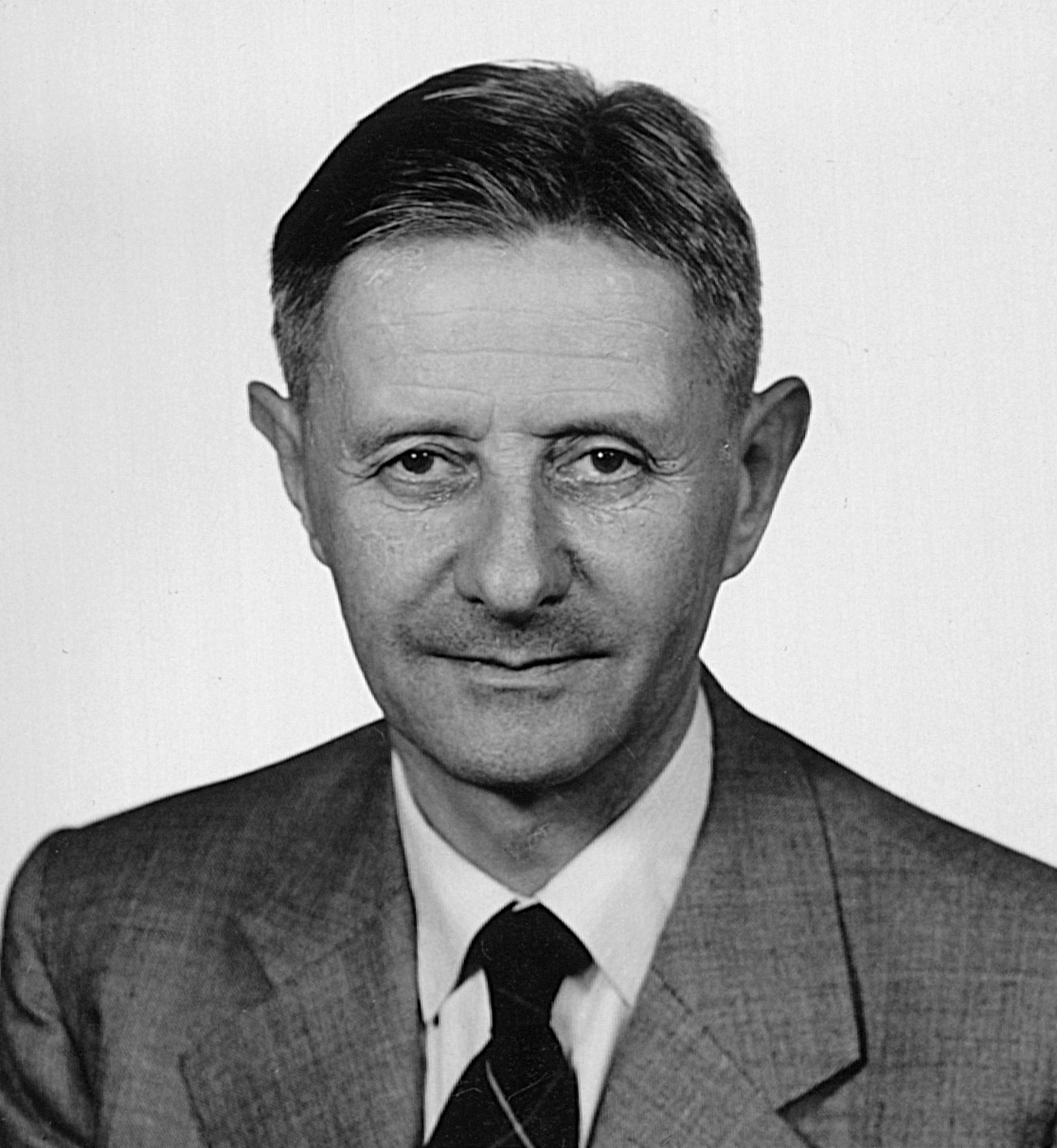
Heinz Hopf (1894–1971)

- Hopf, Henning (* 1940), deutscher Chemiker
- Hopf, Heribert (* 1936), deutscher Schriftsteller
- Hopf, Hermann (1871–1930), deutscher Violoncellist und Komponist
- Hopf, Johannes (* 1987), schwedischer Fußballtorhüter
- Hopf, Josef (1894–1993), deutscher Mechaniker
- Hopf, Judith (* 1969), deutsche Künstlerin
- Hopf, Julius (1839–1886), deutscher Versicherungsbevollmächtigter und Politiker (NLP), MdR
- Hopf, Karl (1832–1873), deutscher Althistoriker und Byzantinist
- Hopf, Karl (1863–1914), deutscher SerienmörderKarl Hopf (1863–1914)

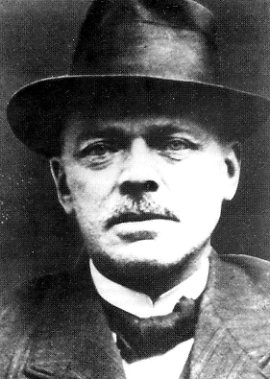
Karl Hopf (1863–1914)

- Hopf, Kurt (* 1952), deutscher Lehrer und Astronom
- Hopf, Lothar, deutscher Nordischer Kombinierer
- Hopf, Ludwig (1838–1924), deutscher Mediziner und Autor medizinischer und anthropologischer Märchen
- Hopf, Ludwig (1884–1939), deutscher Mathematiker
- Hopf, Manon (* 1990), deutsche Lyrikerin
- Hopf, Maria (1914–2008), deutsche Archäo- und Ethnobotanikerin
- Hopf, Paul (1875–1939), Stadtoberhaupt von Libau, Riga und Elberfeld
- Hopf, Pauline (1914–2007), deutsche Richterin am Bundesverwaltungsgericht
- Hopf, Pepi (* 1970), österreichischer Kabarettist
- Hopf, Rinaldo (* 1955), deutscher Künstler, Fotograf, Herausgeber und Kurator
- Hopf, Theodor (1918–2008), deutscher Brigadegeneral des Heeres der Bundeswehr
- Hopf, Volkmar (1906–1997), deutscher Beamter
- Hopf, Werner († 1953), US-amerikanischer Filmtechniker und Erfinder
- Hopf, Wilhelm (1876–1962), deutscher Bibliothekar
- Hopf, Wilhelm (* 1949), deutscher Verleger
- Hopf, Yvonne, deutsche Behindertensportlerin
- Hopfe, Christina (* 1976), deutsche Bauphysikerin
- Hopfe, Einhard (* 1938), deutscher Maler, Plastiker und Kunstpädagoge
- Hopfe, Elke (* 1945), deutsche Grafikerin
- Hopfe, Jörg, deutscher Jurist, Direktor beim Landtag in Thüringen
- Höpfel, Frank (* 1952), österreichischer Rechtswissenschaftler und Hochschullehrer
- Hopfelt, Robert (1870–1936), deutscher Ingenieur und Unternehmer
- Hopfen, Donata (* 1976), deutsche DigitalberaterinDonata Hopfen (* 1976)

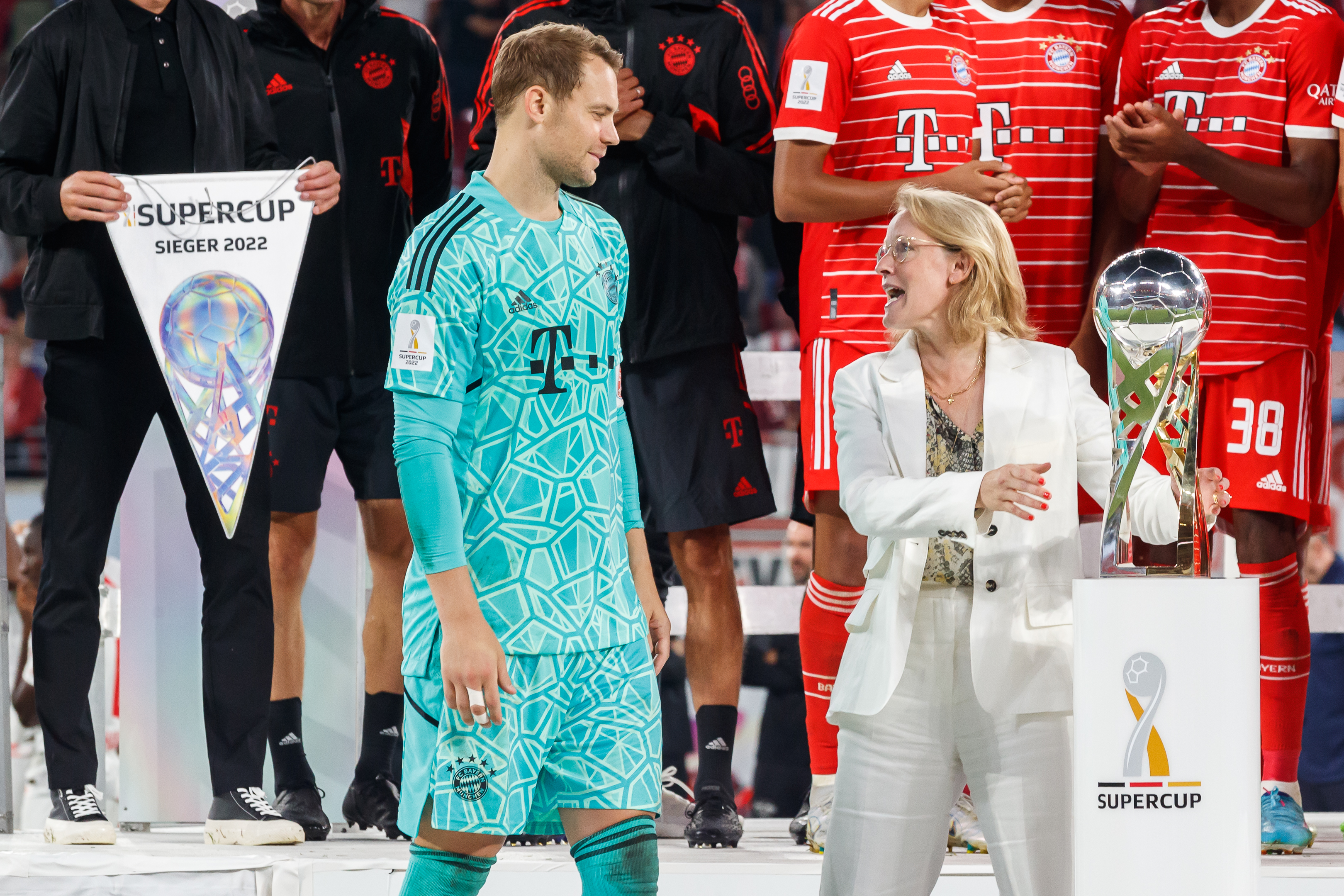
Donata Hopfen (* 1976)

- Hopfen, Franz von (1825–1901), österreichischer Gutsbesitzer, Bankdirektor und Politiker
- Hopfen, Hans von (1835–1904), deutscher Schriftsteller
- Hopfenbeck, Albert (* 1938), deutscher Geistlicher und Domdekan
- Hopfenbeck, Waldemar (* 1944), deutscher Ökonom, Professor für Betriebswirtschaftslehre
- Hopfengärtner, Anne (* 1989), deutsche Fußballspielerin
- Hopfengärtner, Christoph († 1843), Schweizer Ebenist
- Hopfengärtner, Johann Georg († 1796), deutscher Mediziner
- Hopfengärtner, Max (1842–1918), österreichischer Montanunternehmer
- Hopfenmüller, Annette (* 1959), deutsche Filmemacherin und MusikproduzentinAnnette Hopfenmüller (* 1959)

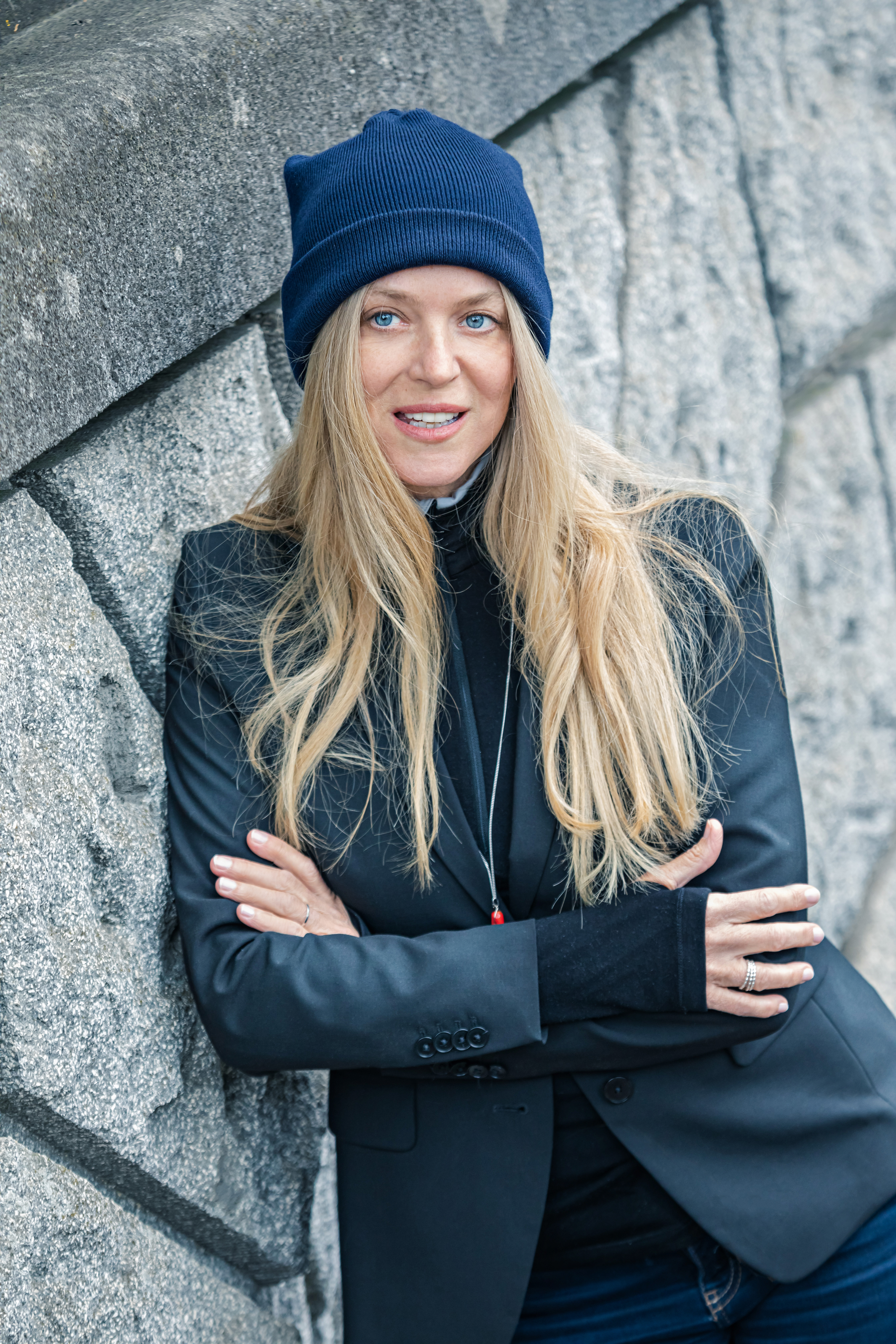
Annette Hopfenmüller (* 1959)

- Hopfenmüller, Lorenz (1844–1890), deutscher katholischer Missionar
- Hopfensack, Johann Christian Wilhelm August (1801–1874), deutscher Theologe, Pädagoge und Dichter
- Hopfensitz, Astrid (* 1975), Wirtschaftswissenschaftlerin und Hochschullehrerin
- Hopfensperger, Klaus (* 1981), deutscher Baseballspieler
- Hopfenstätter, Jakob (1827–1865), bayerischer Jurist
- Hopfer, Daniel († 1536), deutscher Waffenätzer, Radierer und Holzschneider
- Hopfer, Hieronymus, deutscher Waffenätzer und Radierer
- Hopfer, Johann Bernhard Gottfried (1716–1789), Maler und Zeichner
- Hopfer, Sepp (1898–1982), österreichischer Malermeister und Politiker (SPÖ), Abgeordneter zum Nationalrat
- Hopfer, Thomas (* 1990), österreichischer Fußballspieler
- Hopfer, Wolfgang (* 1975), österreichischer Fußballspieler
- Hopferwieser, Josef (1938–2015), österreichischer Opernsänger (Tenor)
- Hopferwieser, Konrad senior (1865–1945), österreichischer Orgelbauer
- Hopfes, Michael (* 1976), deutscher Eiskunstläufer
- Hopff, Albert (1868–1926), deutscher Wirtschaftsjurist bei der HAPAG
- Hopff, Alexander (* 1965), deutscher Jazz-Musiker
- Hopff, Heinrich (1896–1977), Schweizer Chemiker
- Hopff, Hermann (1876–1953), deutscher Generalleutnant im Zweiten Weltkrieg
- Hopffer, Benedikt (1643–1684), deutscher evangelischer Theologe sowie Hochschullehrer und Universitätsrektor
- Hopffer, Heinrich (1817–1886), deutscher Pfarrer, Dekan und Kirchenrat
- Hopffer, Kurt von (1892–1916), bayerischer Offizier, Ritter des Militär-Max-Joseph-Ordens
- Hopffgarten, August Gottlob von († 1776), kursächsischer Hof- und Justiz und Domherr
- Hopffgarten, Carl Gottlob von (1704–1765), deutscher Domdechant und Rittergutsbesitzer
- Hopffgarten, Elise von (* 1869), Gründerin des Deutschen Pfadfinderbundes für junge Mädchen
- Hopffgarten, Ernst von (1797–1862), deutscher Offizier und Diplomat
- Hopffgarten, Friedrich Abraham von (1702–1774), kursächsischer Geheimer Rat und Dompropst
- Hopffgarten, Georg Wilhelm von (1740–1813), kursächsischer Kanzler und Kabinettsminister
- Hopffgarten, Hans-Joachim von (1915–2000), deutscher General
- Hopffgarten, Marie Sophie von (1713–1789), deutsche Adlige und Poetin
- Hopffgarten, Max von (1861–1941), sächsischer Generalmajor
- Hopfgarten, August Ferdinand (1807–1896), deutscher Maler
- Hopfgarten, Bodo von (* 1808), deutscher Historien-, Genre- und Porträtmaler der Düsseldorfer Schule
- Hopfgarten, Emil (1821–1856), deutscher Bildhauer
- Hopfgarten, Wilhelm (1789–1860), deutscher Bronzegießer
- Hopfgartner, Günther (* 1964), österreichischer Gastwirt und Politiker (KPÖ)
- Hopfgartner, Hannes (* 1989), italienischer Eishockeytorwart
- Hopfgartner, Herbert (* 1965), österreichischer Musiker, Pädagoge, Publizist und Kulturwissenschaftler
- Hopfgartner, Maximilian (* 1992), österreichischer Basketballspieler
- Hopfield, John (* 1933), US-amerikanischer Physiker und BiologeJohn Hopfield (* 1933)

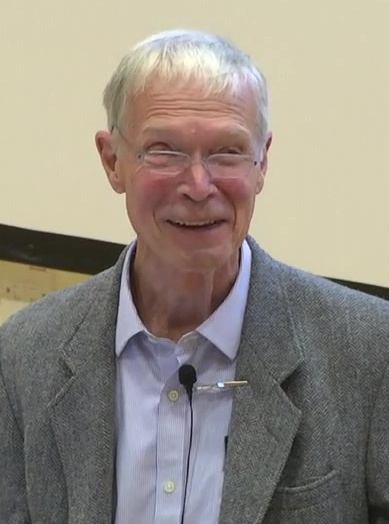
John Hopfield (* 1933)

- Hopfinger, Günter (1950–2024), deutscher Grafiker und Geldfälscher
- Hopfinger, Hans (* 1951), deutscher Kulturgeograph
- Hopfinger, Peter P. (1955–2022), österreichischer Journalist und Autor
- Höpfinger, Renate (* 1960), deutsche Historikerin
- Höpfinger, Stefan (1925–2004), deutscher Politiker (CSU), MdL, MdB
- Höpfl, Anton (1889–1947), österreichischer Politiker (fraktionslos), Mitglied des Bundesrates
- Höpfl, Hildebrand (1872–1934), österreichischer römisch-katholischer Theologe und Alttestamentler
- Höpfl, Johannes (* 1995), deutscher Snowboarder
- Höpfl, Josef (1853–1926), deutscher Opernsänger (Bariton), Opernregisseur und Dramaturg
- Höpfl, Reinhard (* 1947), deutscher Physiker
- Höpflinger, Wilhelm (1853–1928), deutscher Konstrukteur
- Hopfmann, Karin (* 1955), deutsche Politikerin (PDS), MdA
- Hopfmüller, Gisela (* 1955), österreichische Journalistin und Fernsehmoderatorin
- Höpfner, August (1830–1901), deutscher Lehrer und der Stadt-Poet von Perleberg
- Höpfner, Christian (1939–2014), deutscher Bildhauer, Medailleur, Grafiker und Hochschullehrer
- Höpfner, Clemens (* 1979), deutscher Jurist und Hochschullehrer
- Höpfner, Dominik (* 1984), deutscher Baseballspieler
- Höpfner, Eckhard (* 1960), deutscher Fußballspieler
- Höpfner, Eduard von (1797–1858), preußischer Generalmajor, Militärschriftsteller und Direktor der Kriegsakademie
- Höpfner, Ernst (1836–1915), deutscher Pädagoge und höherer Beamter
- Hopfner, Friedrich (1881–1949), österreichischer Geodät, Geophysiker und Planetenforscher
- Höpfner, Friedrich (* 1918), deutscher Maler und Politiker (LDPD), MdV
- Höpfner, Georg (1780–1845), Landtagsabgeordneter Großherzogtum Hessen
- Höpfner, Hedi (1910–1988), deutsche Tänzerin, Schauspielerin und Schauspiellehrerin
- Hopfner, Heiner (1941–2014), deutscher Opern-, Lied- und Konzertsänger (Tenor) sowie Gesangspädagoge
- Höpfner, Heinrich (1582–1642), deutscher lutherischer Theologe
- Höpfner, Isabelle (* 1978), deutsche Schauspielerin und Synchronsprecherin
- Hopfner, Isidor (1858–1937), österreichischer Dichter und Namenforscher
- Höpfner, Johann (1812–1852), Autor, königlich dänischer Staatsrat, Ritter des Danebrog-Ordens
- Höpfner, Johann Ernst (1702–1759), deutscher Jurist und Hochschullehrer an der Universität Gießen
- Höpfner, Johann Georg Albrecht (1759–1813), Schweizer Pharmazeut, Journalist und Schriftsteller
- Höpfner, Johann Georg Christian (1765–1827), deutscher lutherischer Theologe und Hochschullehrer
- Höpfner, Jürgen (* 1943), deutscher Schriftsteller
- Hopfner, Karl (* 1952), deutscher Fußballfunktionär
- Hopfner, Karl-Peter (* 1968), deutscher Zell- und Molekularbiologe
- Höpfner, Kaspar (1683–1756), deutscher Kartäuserprior
- Höpfner, Leonore (1913–1998), deutsche Bildhauerin
- Hopfner, Ludwig (1908–1984), deutscher Verwaltungsjurist
- Höpfner, Ludwig Julius Friedrich (1743–1797), deutscher Jurist
- Höpfner, Marc (* 1964), deutscher Schriftsteller
- Höpfner, Margot (1912–2000), deutsche Tänzerin, Schauspielerin, Regisseurin und Schauspiellehrerin
- Höpfner, Matthias (* 1953), deutscher Diplomat
- Höpfner, Matthias (* 1975), deutscher Bobfahrer
- Höpfner, Otto (1924–2005), deutscher Hörfunk- und Fernsehmoderator
- Höpfner, Paul Georg (1857–1929), Königlicher Baurat, Mitglied des Provinziallandtages der Provinz Hessen-Nassau
- Höpfner, Sascha (* 1970), deutscher Fußballspieler
- Hopfner, Theodor (1886–1946), österreichischer Klassischer Philologe und Religionswissenschaftler
- Hopfner, Thomas (* 1965), österreichischer Politiker
- Höpfner, Ulrich (* 1946), deutscher Umweltwissenschaftler
- Höpfner, Ute (* 1979), deutsche Yngling-Seglerin
- Höpfner, Wilhelm (1868–1951), deutscher Konteradmiral der Kaiserlichen Marine
- Höpfner, Wilhelm (1899–1968), deutscher Graphiker
- Höpfner-Tabori, Ursula (1949–2024), deutsche Tänzerin und Schauspielerin
- Hopfstock, Klaus (* 1962), deutscher Fußballspieler und -trainer

### Hopg
- Hopgood, Don (* 1938), australischer Politiker, Abgeordneter und Minister

### Hoph
- Hophan, Beda (1875–1964), Schweizer Benediktinerpater und Abt des Klosters Disentis
- Hophan, Wilfried (1918–1991), Schweizer Politiker
- Hophra, Gérard (* 1989), belgischer Radrennfahrer

### Hopi
- Hoping, Helmut (* 1956), deutscher katholischer Theologe und Professor für Dogmatik
- Höpingk, Theodor (1591–1641), deutscher Historiker, Jurist und Heraldiker
- Höpink, Lisa (* 1998), deutsche Schwimmerin
- Hopinka, Sky (* 1984), amerikanischer bildender Künstler und Filmemacher

### Hopk
- Hopke, Matthias (1957–2021), deutscher Rundfunkredakteur (DDR)
- Höpken, Anders Johan von (1712–1789), schwedischer Politiker
- Hopken, Joel (* 1981), vanuatuischer Fußballschiedsrichter
- Höpken, Johann (1801–1877), deutscher Politiker, MdBB und Kaufmann
- Höpken, Ulla (* 1943), deutsche Malerin
- Höpken, Ulla von (1749–1810), schwedische Adlige und Hofdame
- Höpken, Wolfgang (* 1952), deutscher Osteuropahistoriker
- Höpker, Thomas (1936–2024), deutscher Fotograf und Dokumentarfilmregisseur
- Höpker, Wolfgang (1909–1989), deutscher Journalist und Publizist
- Höpker-Aschoff, Hermann (1883–1954), deutscher Politiker (DDP, DStP, FDP), MdR, MdB und Präsident des Bundesverfassungsgerichts
- Hopkin, Anna (* 1996), britische Schwimmerin
- Hopkin, Bryan (1914–2009), britischer Ökonom
- Hopkin, Fred (1895–1970), englischer Fußballspieler
- Hopkin, Mary (* 1950), britische SängerinMary Hopkin (* 1950)

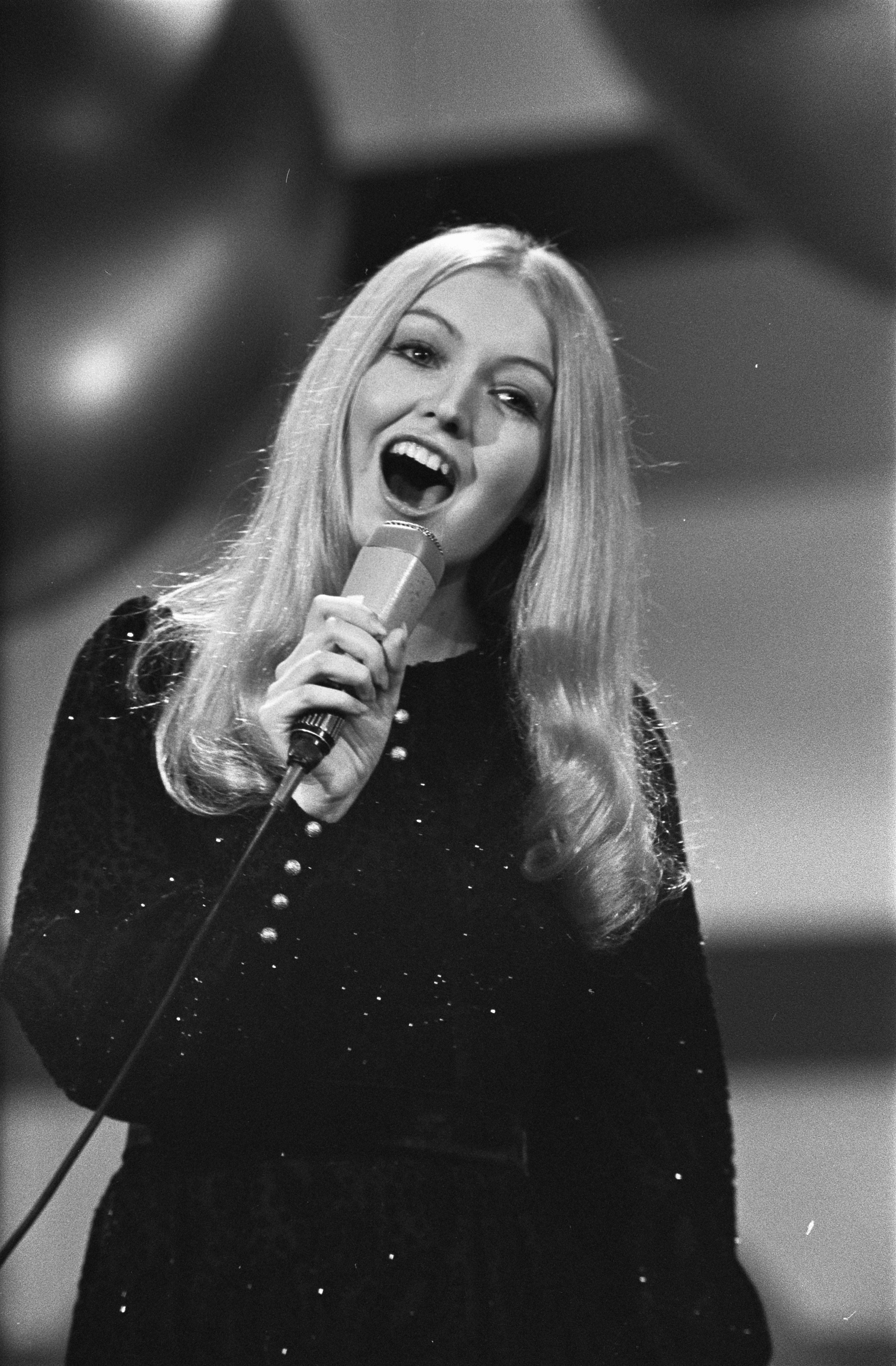
Mary Hopkin (* 1950)

- Hopkin, Robert (1832–1909), schottisch-amerikanischer Marinemaler und Bühnenbildner
- Hopkins, Adam, US-amerikanischer Jazzmusiker
- Hopkins, Al (1889–1932), US-amerikanischer Old-Time-Musiker
- Hopkins, Albert Cole (1837–1911), US-amerikanischer Politiker
- Hopkins, Albert J. (1846–1922), US-amerikanischer Politiker (Republikanische Partei)
- Hopkins, Anna (* 1987), kanadische Filmschauspielerin
- Hopkins, Anthony (* 1937), walisischer SchauspielerAnthony Hopkins (* 1937)

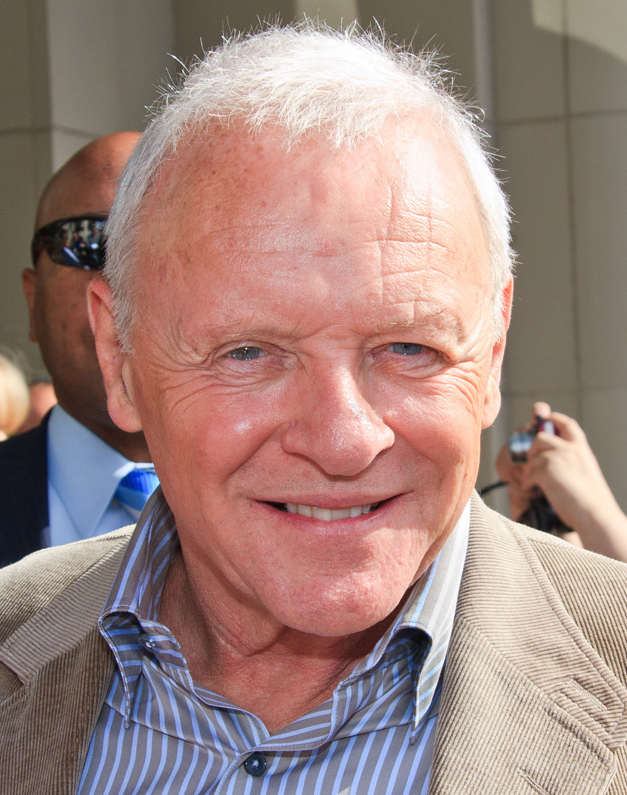
Anthony Hopkins (* 1937)

- Hopkins, Antony (1921–2014), britischer Komponist und Musikschriftsteller
- Hopkins, Ben (* 1969), britischer Filmregisseur
- Hopkins, Benjamin F. (1829–1870), US-amerikanischer Politiker
- Hopkins, Bernard (* 1965), US-amerikanischer Boxer
- Hopkins, Bo (1938–2022), US-amerikanischer Schauspieler
- Hopkins, Bruce (* 1955), neuseeländischer Schauspieler
- Hopkins, Burt C. (* 1954), US-amerikanischer Philosoph
- Hopkins, Caleb (1770–1818), Offizier im Britisch-Amerikanischen Krieg (1812)
- Hopkins, Charles Jerome (1836–1898), US-amerikanischer Komponist, Musiklehrer und -förderer
- Hopkins, Chris (* 1972), amerikanischer Jazzmusiker (Piano, auch Altsaxophon)
- Hopkins, Christian (* 1985), US-amerikanischer American-Football-Spieler
- Hopkins, Claude (1903–1984), US-amerikanischer Jazz-Musiker
- Hopkins, Claude C. (1866–1932), US-amerikanischer Werbetexter
- Hopkins, Clutchy, Komponist elektronischer Musik (Pseudonym)
- Hopkins, Daniel (* 1977), deutscher Journalist, Redakteur, Public-Relations-Manager und Weltreisender
- Hopkins, David W. (1897–1968), US-amerikanischer Politiker
- Hopkins, DeAndre (* 1992), US-amerikanischer American-Football-Spieler
- Hopkins, Duncan (* 1967), britisch-kanadischer Jazzmusiker (Bass)
- Hopkins, Edward (1600–1657), englischer Siedler und mehrmals der Gouverneur der Colony of Connecticut
- Hopkins, Emma Curtis (1849–1925), US-amerikanische Autorin und Religionsgründerin
- Hopkins, Francis A. (1853–1918), US-amerikanischer Politiker
- Hopkins, Frank (1865–1951), US-amerikanischer Distanzreiter und CowboyFrank Hopkins (1865–1951)

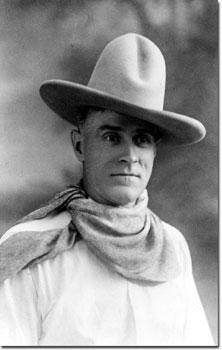
Frank Hopkins (1865–1951)

- Hopkins, Fred (1947–1999), US-amerikanischer Jazzbassist
- Hopkins, Frederick Gowland (1861–1947), britischer Biochemiker
- Hopkins, George James (1896–1985), US-amerikanischer Kostüm- und Szenenbildner
- Hopkins, George Washington (1804–1861), US-amerikanischer Politiker
- Hopkins, Gerard Manley (1844–1889), britischer Lyriker und Jesuit
- Hopkins, Greg (* 1946), US-amerikanischer Jazz-Musiker
- Hopkins, Harold (1918–1994), britischer Physiker
- Hopkins, Harold (1944–2011), australischer Film- und Fernsehschauspieler
- Hopkins, Harry (1890–1946), US-amerikanischer Politiker
- Hopkins, James Herron (1832–1904), US-amerikanischer Politiker
- Hopkins, Jeffrey (1940–2024), US-amerikanischer Tibetologe
- Hopkins, Jennifer (* 1981), US-amerikanische Tennisspielerin
- Hopkins, Jermaine (* 1973), US-amerikanischer Schauspieler
- Hopkins, John (1765–1832), US-amerikanischer Politiker
- Hopkins, John (1931–1998), britischer Drehbuchautor und Dramatiker
- Hopkins, John (1937–2015), britischer Fotograf, Journalist und politischer Aktivist
- Hopkins, John (* 1949), britischer Komponist
- Hopkins, John (* 1974), britischer SchauspielerJohn Hopkins (* 1974)

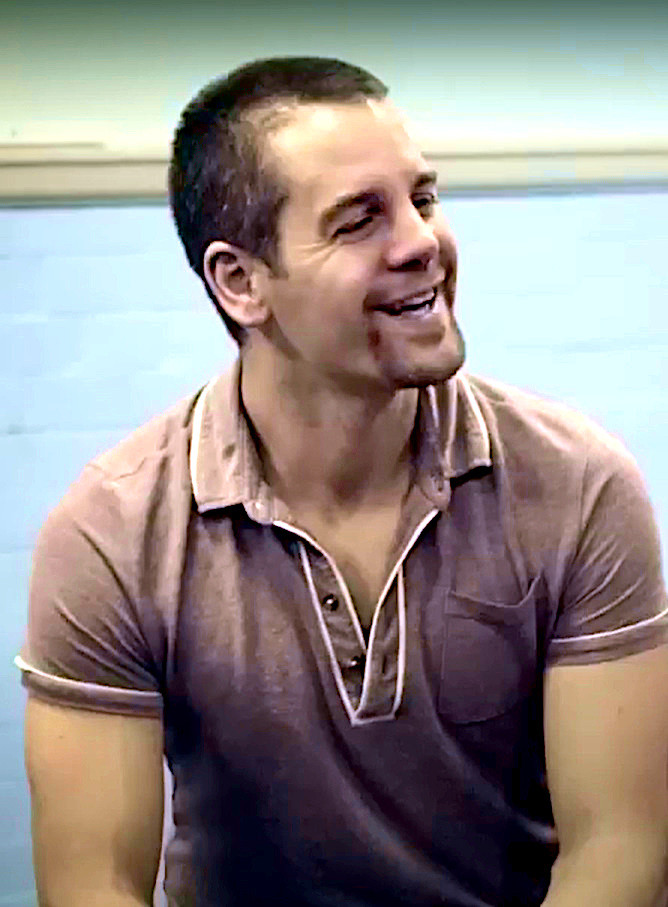
John Hopkins (* 1974)

- Hopkins, John (* 1983), US-amerikanischer Motorradrennfahrer
- Hopkins, John Patrick (1858–1918), US-amerikanischer Politiker
- Hopkins, Johns (1795–1873), US-amerikanischer Geschäftsmann und Philanthrop
- Hopkins, Jon (* 1979), englischer DJ
- Hopkins, Josh (* 1970), US-amerikanischer SchauspielerJosh Hopkins (* 1970)

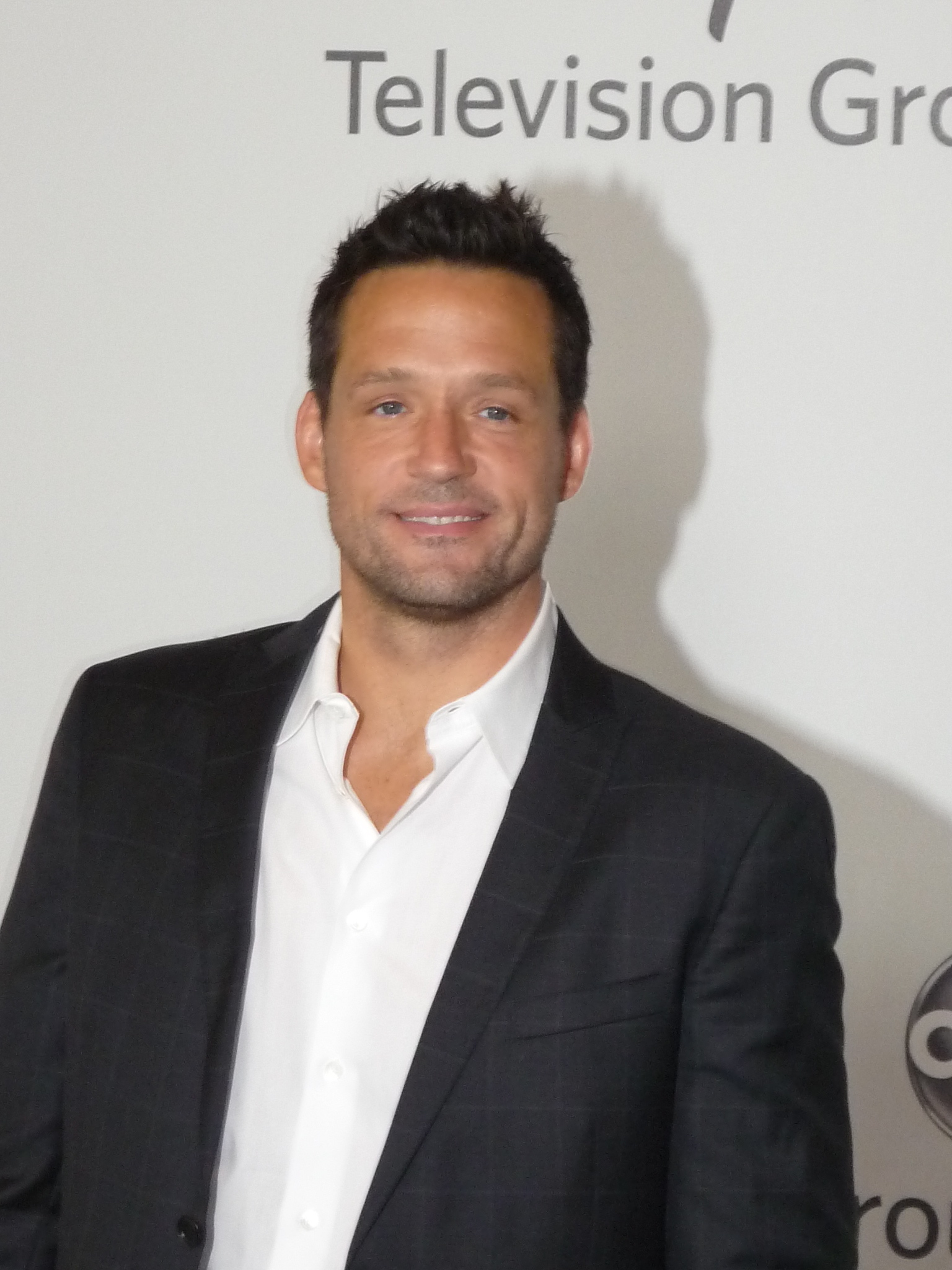
Josh Hopkins (* 1970)

- Hopkins, Katie (* 1975), britische, politisch rechtsgerichtete Kommentatorin, Kolumnistin und Medien-Persönlichkeit
- Hopkins, Kenyon (1912–1983), US-amerikanischer Komponist, Arrangeur und Dirigent
- Hopkins, Larry (1933–2021), US-amerikanischer Politiker
- Hopkins, Lightnin’ (1912–1982), US-amerikanischer Blues-Sänger und -Gitarrist
- Hopkins, Linda (1924–2017), US-amerikanische Blues- und Gospel-Sängerin
- Hopkins, Lionel Charles (1854–1952), britischer Sinologe
- Hopkins, Mark (1813–1878), US-amerikanischer Eisenbahnmanager
- Hopkins, Matthew (1621–1647), englischer Hexenfinder
- Hopkins, Mel (1934–2010), walisischer Fußballspieler
- Hopkins, Michael (1935–2023), britischer Architekt
- Hopkins, Michael J. (* 1958), US-amerikanischer Mathematiker
- Hopkins, Michael S. (* 1968), US-amerikanischer Astronaut
- Hopkins, Mike (1959–2012), neuseeländischer Filmton-Editor
- Hopkins, Miriam (1902–1972), US-amerikanische Schauspielerin
- Hopkins, Nancy (* 1943), US-amerikanische Molekularbiologin und Hochschullehrerin
- Hopkins, Natascha (* 1978), US-amerikanische Stuntfrau und Schauspielerin
- Hopkins, Nathan T. (1852–1927), US-amerikanischer Politiker
- Hopkins, Neil (* 1977), US-amerikanischer Schauspieler
- Hopkins, Nelson K. (1816–1904), US-amerikanischer Jurist und Politiker
- Hopkins, Nicky (1944–1994), britischer Rockmusiker, PianistNicky Hopkins (1944–1994)

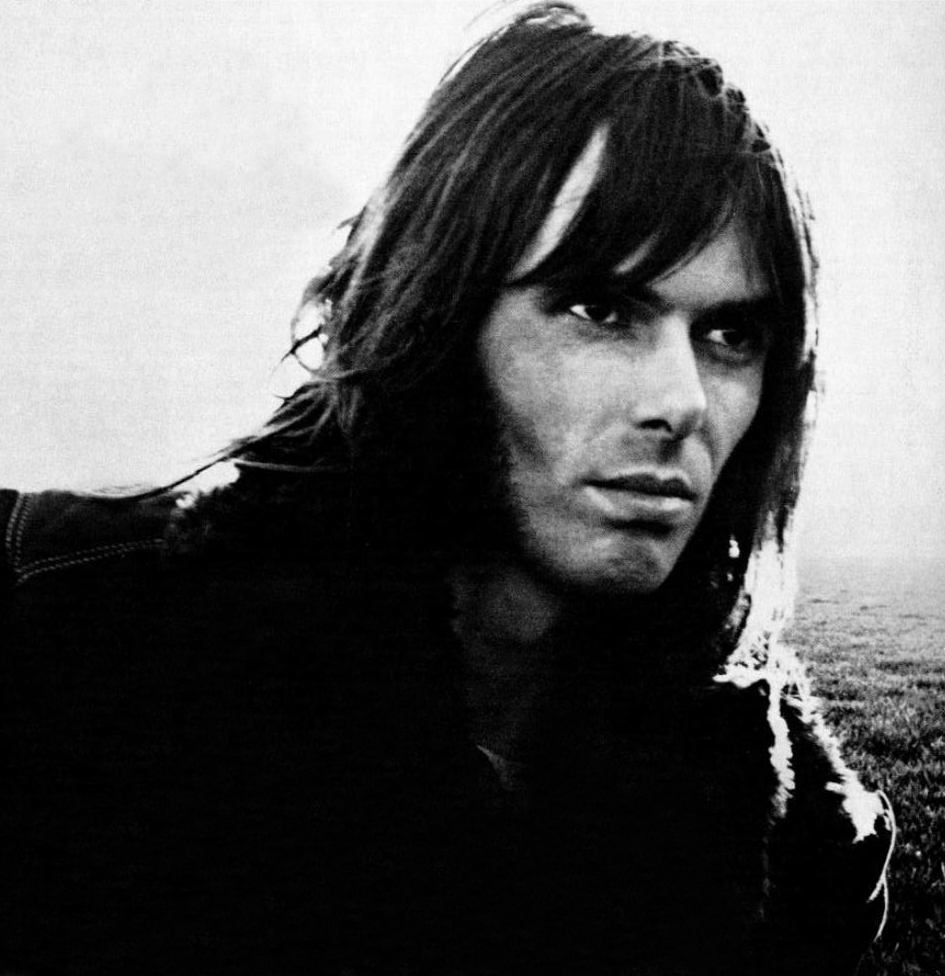
Nicky Hopkins (1944–1994)

- Hopkins, Patty (* 1942), britische Architektin
- Hopkins, Peter (* 1955), US-amerikanischer Maler
- Hopkins, Rachel (* 1972), britische Politikerin
- Hopkins, Rich (* 1958), US-amerikanischer Musiker
- Hopkins, Richard (* 1954), australischer Sprinter
- Hopkins, Richard Joseph (1873–1943), US-amerikanischer Jurist und Politiker
- Hopkins, Rob (* 1968), britischer Dozent und Umweltaktivist
- Hopkins, Robert E. (1886–1966), US-amerikanischer Drehbuchautor
- Hopkins, Roswell (1757–1829), US-amerikanischer Politiker und Richter
- Hopkins, Samuel (1753–1819), US-amerikanischer Politiker
- Hopkins, Samuel I. (1843–1914), US-amerikanischer Politiker
- Hopkins, Samuel M. (1772–1837), US-amerikanischer Jurist und Politiker
- Hopkins, Sherburne Gillette (1868–1932), US-amerikanischer Jurist und PR-Fachmann
- Hopkins, Sophie (* 1990), britische Schauspielerin
- Hopkins, Stephen (1707–1785), Mitunterzeichner der Unabhängigkeitserklärung der USA, einer der Gründerväter der USA
- Hopkins, Stephen (* 1958), britisch-australischer Regisseur und Produzent
- Hopkins, Stephen T. (1849–1892), US-amerikanischer Politiker
- Hopkins, Telma (* 1948), US-amerikanische Sängerin und SchauspielerinTelma Hopkins (* 1948)

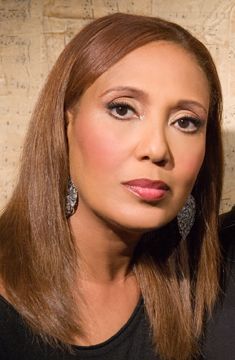
Telma Hopkins (* 1948)

- Hopkins, Thelma (1936–2025), britische Leichtathletin
- Hopkins, Thomas (1903–1983), britischer Kunstturner
- Hopkins, Victor (1904–1969), US-amerikanischer Radrennfahrer
- Hopkins, Walt (* 1985), US-amerikanischer Basketballspieler
- Hopkins, William (1793–1866), englischer Mathematiker und Geologe
- Hopkinson, Alisdair, 2. Baron Colyton (* 1958), britischer Peer und Politiker (parteilos)
- Hopkinson, Charles S., US-amerikanischer Meeresbiologe
- Hopkinson, Eddie (1935–2004), englischer Fußballtorhüter
- Hopkinson, Emilius (1869–1951), britischer Verwaltungsbeamter
- Hopkinson, Francis (1737–1791), Gründervater der Vereinigten Staaten
- Hopkinson, Henry, 1. Baron Colyton (1902–1996), britischer Diplomat und Politiker, Unterhausabgeordneter und Peer
- Hopkinson, John (1844–1919), britischer Naturforscher
- Hopkinson, John (1849–1898), britischer Physiker und Elektroingenieur
- Hopkinson, Joseph (1770–1842), US-amerikanischer Jurist und Politiker
- Hopkinson, Nalo (* 1960), kanadische Autorin
- Hopkinson, Samuel, neuseeländischer Polospieler und Double von Viggo Mortensen
- Hopkirk, Paddy (1933–2022), britischer Automobilrennfahrer
- Hopkirk, Peter (1930–2014), britischer Journalist und Autor
- Hopko, Hanna (* 1982), ukrainische Aktivistin, Journalistin und Politikerin
- Hopko, Vasiľ (1904–1976), slowakischer griechisch-katholischer Weihbischof in Prešov

### Hopl
- Hopland, Nikolai (* 2004), norwegischer Fußballspieler
- Höpli, Aline (* 2001), Schweizer Skirennläuferin
- Höpli, Gottlieb F. (* 1943), Schweizer Journalist

### Hopm
- Hopman, Albert (1865–1942), deutscher Vizeadmiral im Ersten WeltkriegAlbert Hopman (1865–1942)

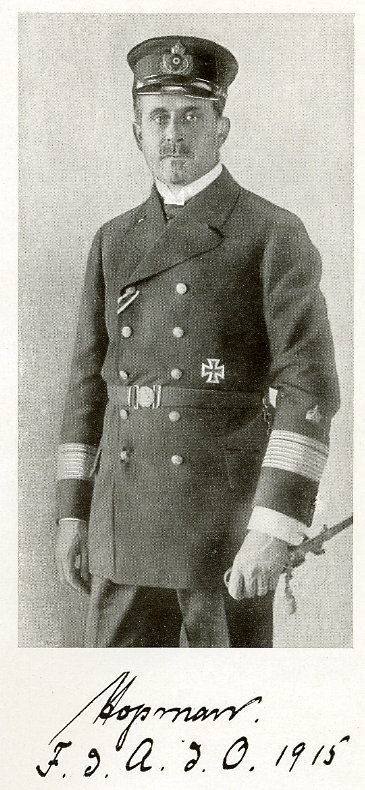
Albert Hopman (1865–1942)

- Hopman, Harry (1906–1985), australischer Tennisspieler
- Hopman, Nell Hall (1909–1968), australische Tennisspielerin
- Hopmann, Adolf (1856–1909), deutscher Unternehmer und Kommunalpolitiker
- Hopmann, Andreas (1870–1943), deutscher Kommunalpolitiker
- Hopmann, Antonie (1882–1941), deutsche Sozialpolitikerin, Generalsekretärin des Katholischen Deutschen Frauenbundes (KDFB)
- Hopmann, Benedikt (* 1949), deutscher Politiker (Alternative Liste) und Rechtsanwalt, MdA
- Hopmann, Christian (* 1968), deutscher Maschinenbauingenieur und Hochschullehrer
- Hopmann, Elisabeth (1887–1937), deutsche Wohlfahrtspflegerin, Gründungsmitglied der Vereinigung katholischer Diakoninnen
- Hopmann, Emil (1821–1893), deutscher Jurist und Präsident des Landgerichts Wiesbaden
- Hopmann, Emilie (1845–1926), deutsche Gründungsvorsitzende des Katholischen Frauenbundes (KDFB)
- Hopmann, Heinrich (1897–1968), deutscher Kommunalpolitiker (Zentrum, CDU)
- Hopmann, Josef (1890–1975), deutscher Astronom
- Hopmann, Laura (* 1989), deutsche Politikerin (CDU), MdL
- Hopmann, Paul Georg (1930–2006), deutscher Architekt
- Hopmans, Amanda (* 1976), niederländische Tennisspielerin
- Hopmeier, Fritz (1930–2014), deutscher Jurist und Politiker (CDU), MdL

### Hopn
- Höpner, Christian Gottlob (1799–1859), deutscher Komponist, Organist und Musikpädagoge
- Höpner, Emil Robert (1846–1903), deutscher Organist und Musikpädagoge
- Höpner, Johann (1582–1645), deutscher lutherischer Theologe
- Höpner, Johann Christian (1757–1786), deutscher Seiler, wurde auf dem Scheiterhaufen verbrannt
- Höpner, Martin, deutscher Politikwissenschaftler
- Höpner, Stephan († 1628), deutscher Kantor und Komponist in Frankfurt (Oder)

### Hopp
- Hopp, Andrea (* 1963), deutsche Historikerin
- Hopp, Bernhard (1893–1962), deutscher Architekt
- Hopp, Claus (* 1938), deutscher Politiker (CDU), MdL
- Hopp, Detlef (* 1956), deutscher Prähistoriker
- Hopp, Dietmar (* 1940), deutscher Unternehmer (SAP AG)Dietmar Hopp (* 1940)

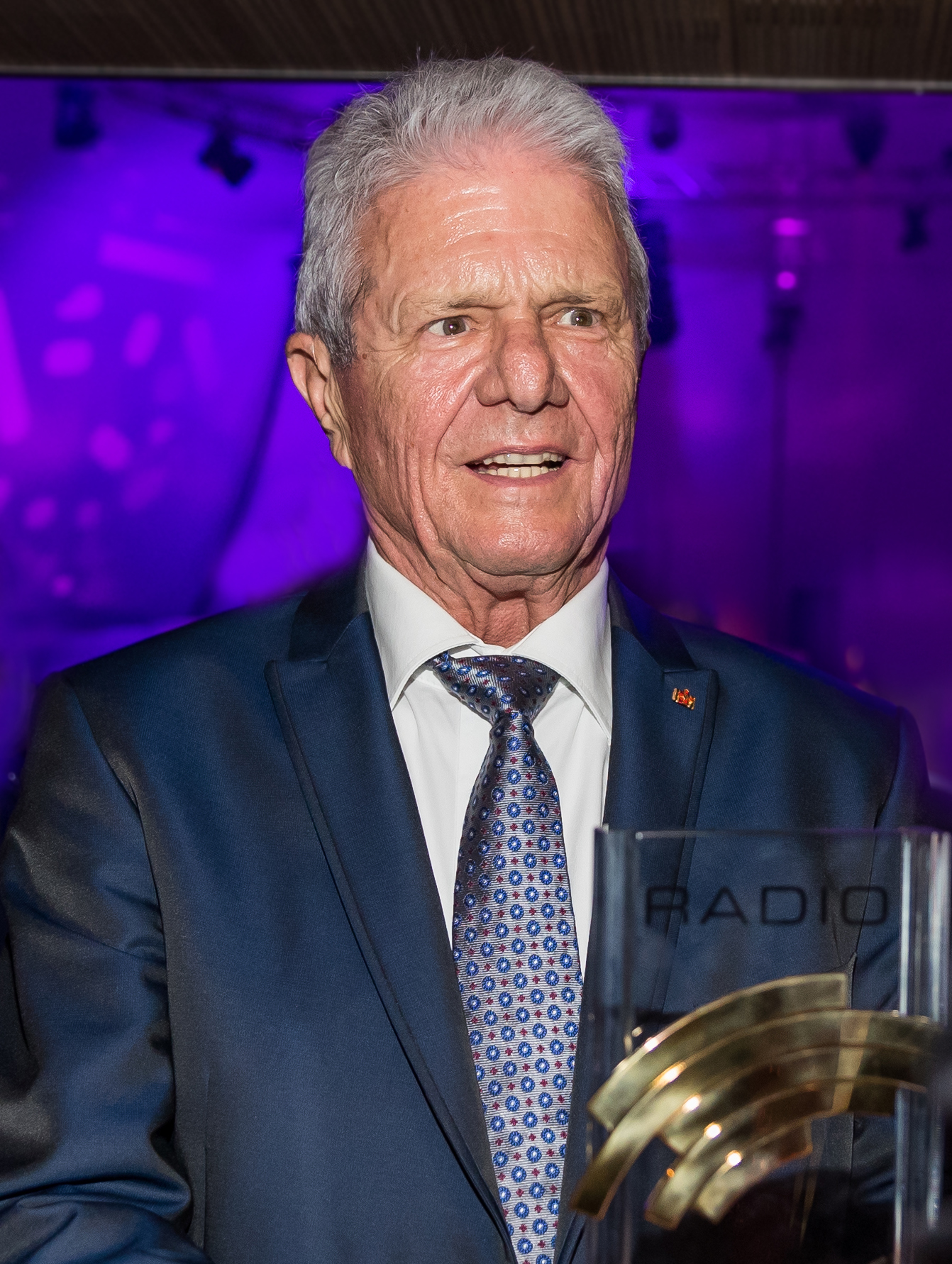
Dietmar Hopp (* 1940)

- Höpp, Ernst (1898–1986), deutscher Maler und Zeichner
- Hopp, Ernst Otto (1841–1910), deutscher Schriftsteller und Journalist
- Hopp, Friedrich (1789–1869), österreichischer Schauspieler und Schriftsteller
- Höpp, Gerhard (1942–2003), ostdeutscher Orientalist und Islamwissenschaftler
- Hopp, Gerhard (* 1981), deutscher Politiker (CSU), MdL
- Hopp, Hanns (1890–1971), deutscher Architekt und Hochschullehrer, MdV (Kulturbund)
- Hopp, Hartmut (* 1944), deutscher Arzt
- Hopp, Heinrich (1866–1944), deutscher Politiker (CNBLP), MdR
- Hopp, Hellmuth (1908–1944), deutscher Bildhauer
- Hopp, Helmut (1924–2011), deutscher Manager
- Hopp, Joachim (* 1966), deutscher Fußballspieler und -trainer
- Höpp, Johann Paul (1782–1847), deutscher Staatsmann und Richter
- Hopp, Julius (1819–1885), österreichischer Komponist, Arrangeur und Übersetzer
- Hopp, Karl-Heinz (1936–2007), deutscher Ruderer
- Hopp, Kristof (* 1978), deutscher Badmintonspieler
- Hopp, Marcel (* 1988), deutscher Lehrer und Politiker (SPD), MdA
- Hopp, Max (* 1972), deutscher Schauspieler und TheaterregisseurMax Hopp (* 1972)

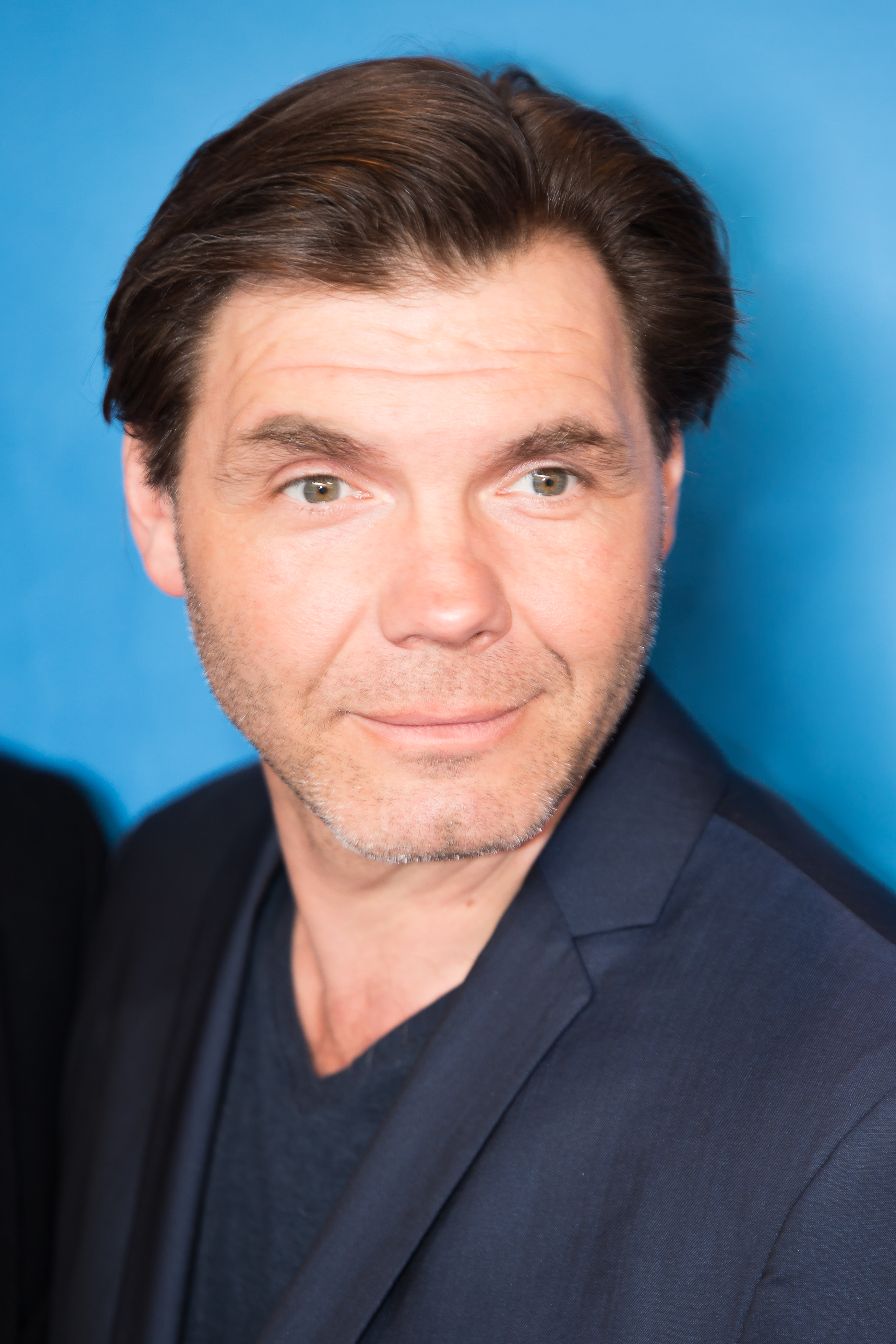
Max Hopp (* 1972)

- Hopp, Max (* 1996), deutscher Dartspieler
- Hopp, Meike (* 1982), deutsche Kunsthistorikerin und Provienienzforscherin
- Hopp, Michael (* 1955), österreichischer Journalist
- Hopp, Ulrich, deutscher Astronom und Asteroidenentdecker
- Hopp, Walter (1889–1954), deutscher Kapuziner, Missionar in China und Autor
- Hopp, Wilhelm (1912–1996), deutscher Politiker (SRP), MdL
- Hopp, Zinken (1905–1987), norwegische Schriftstellerin und Übersetzerin

#### Hoppa
- Hoppach, Eva (1940–2014), deutsche Malerin
- Hoppál, Mihály (* 1942), ungarischer Ethnologe

#### Hoppe
- Hoppe, Adolf (1867–1936), deutscher Organist und Musikpädagoge
- Hoppe, Albert Friedrich (1828–1911), deutsch-amerikanischer lutherischer Theologe und Hochschullehrer
- Hoppe, Alexander (* 1991), deutscher Koch
- Hoppe, Alfred (1906–1985), deutscher Maler und Grafiker
- Hoppe, Andreas (* 1960), deutscher SchauspielerAndreas Hoppe (* 1960)

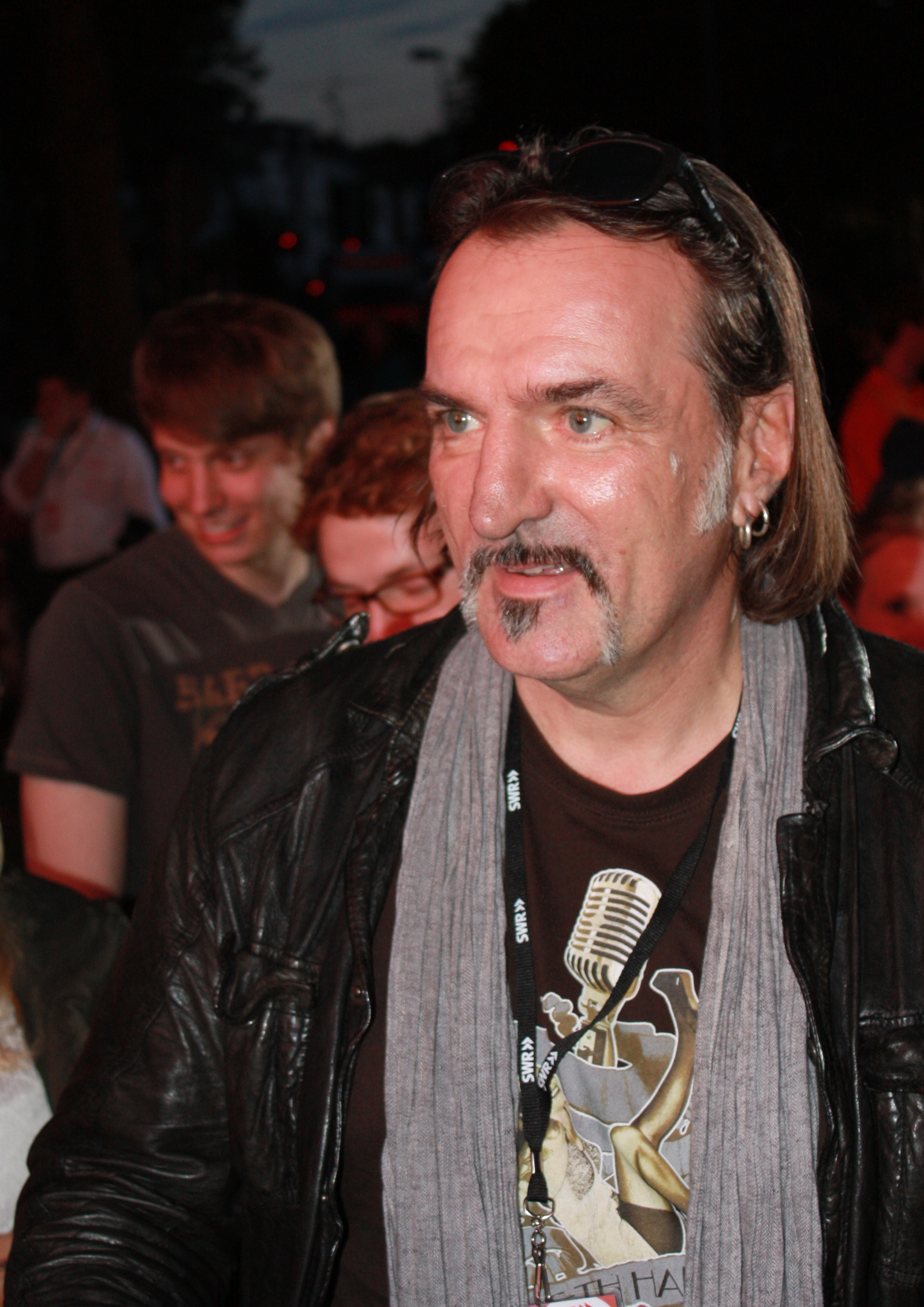
Andreas Hoppe (* 1960)

- Hoppe, Andreas (* 1965), deutscher Offizier, Generalleutnant der Luftwaffe der Bundeswehr und Stellvertreter des Generalinspekteurs der Bundeswehr
- Hoppe, Annekathrin (* 1962), deutsche Kommunalpolitikerin (SPD)
- Hoppe, Anton (1780–1859), österreichischer Baumeister
- Hoppe, Anton (1889–1968), deutscher Politiker (CDU), MdL, MdB
- Hoppe, Arno (1882–1962), deutscher Jurist und Kommunalpolitiker
- Hoppe, August (1918–1974), deutscher Schriftsteller und Journalist
- Hoppe, Bernd (* 1943), deutscher Gartenbauingenieur, Ökonom und Autor
- Höppe, Bernhard (1841–1922), deutsch-niederländischer Landschaftsmaler und Fotograf
- Hoppe, Bert (* 1970), deutscher Historiker, Journalist und Verlagslektor
- Hoppe, Bettina (* 1974), deutsche Schauspielerin
- Hoppe, Brigitte (* 1935), deutsche Wissenschaftshistorikerin
- Hoppe, Bror Christian (1859–1937), schwedischer Maler
- Hoppe, Burckhardt (* 1946), deutscher Sportschütze
- Hoppe, Carl (1812–1898), deutscher Ingenieur und Unternehmer
- Hoppe, Cathrin (* 1963), deutsche Badmintonspielerin
- Hoppe, Christian (* 1982), deutscher Journalist und Off-Sprecher
- Hoppe, Christine (* 1968), deutsche Schauspielerin
- Hoppe, David Heinrich (1760–1846), deutscher Arzt, Botaniker und Apotheker
- Hoppe, Dieter (1941–2024), deutscher Chemiker
- Hoppe, Dieter (* 1946), deutscher Autor zur Haltung und Zucht von Papageienvögeln
- Hoppe, Diether S. (* 1938), österreichischer Architekt und Hochschullehrer
- Hoppe, Eberhard (* 1948), deutscher Musiker und Politiker (SPD), MdL Mecklenburg-Vorpommern
- Hoppe, Edgar (* 1937), deutscher Schauspieler und SynchronsprecherEdgar Hoppe (* 1937)

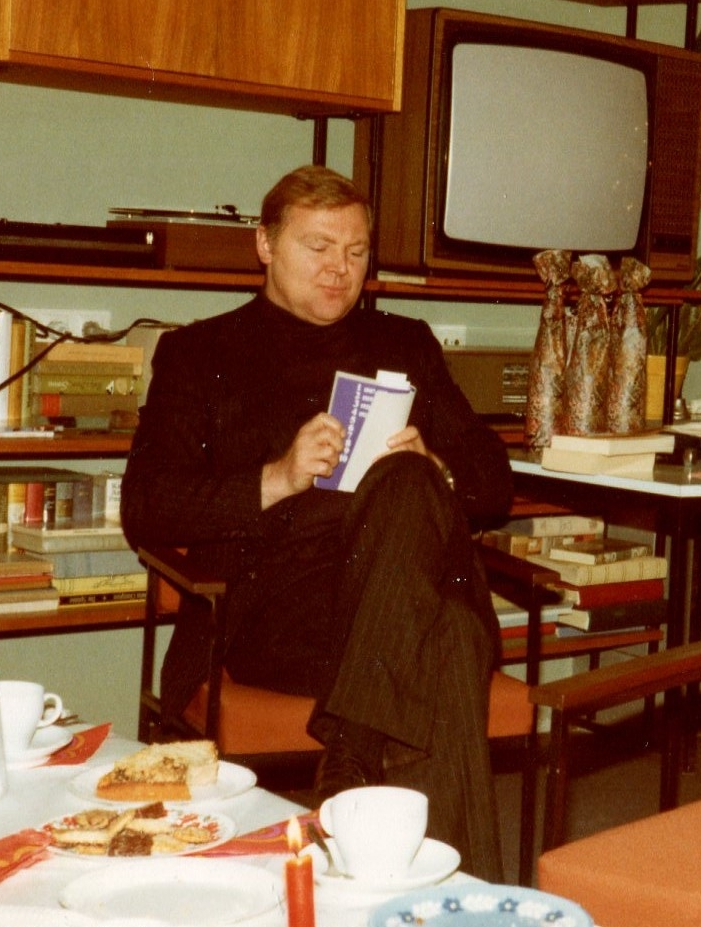
Edgar Hoppe (* 1937)

- Hoppe, Edmund (1854–1928), deutscher Mathematik- und Physikhistoriker
- Hoppe, Eduard (1837–1890), deutsch-belgischer Graveur und Medailleur
- Hoppe, Eduard (1846–1904), deutscher Landschaftsarchitekt und Baumschulenbesitzer
- Hoppe, Elisabeth (* 1981), deutsche Schauspielerin
- Hoppe, Else, tschechoslowakischer Eiskunstläufer
- Hoppe, Else (1897–1973), deutsche Literaturwissenschaftlerin
- Hoppe, Emil (1876–1957), österreichischer Architekt
- Hoppé, Emil Otto (1878–1972), Fotograf
- Hoppe, Erlefried (1910–1992), deutscher Bildhauer
- Hoppe, Esther (* 1978), Schweizer Geigerin
- Hoppe, F. Otto (1882–1967), deutscher Industriedesigner
- Hoppe, Felicitas (* 1960), deutsche SchriftstellerinFelicitas Hoppe (* 1960)

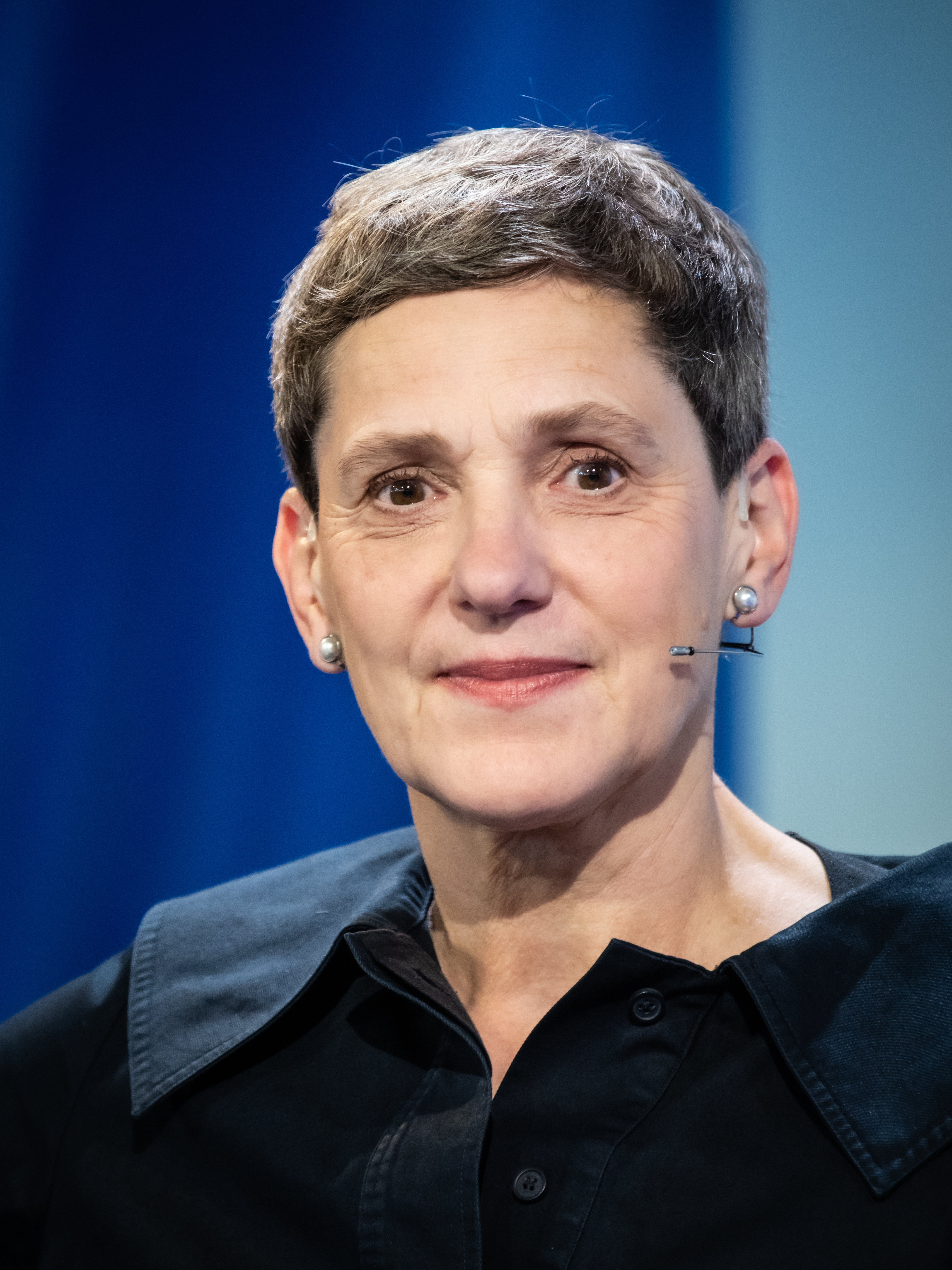
Felicitas Hoppe (* 1960)

- Hoppe, Ferdinand (1848–1890), deutsch-baltischer Landschafts- und Marinemaler der Düsseldorfer Schule
- Hoppé, Franz (1810–1849), deutscher Schauspieler und Opernsänger (Bariton)
- Hoppe, Friedrich (1879–1959), deutscher Lehrer, Chronist, Museumsleiter und Stadtdirektor in Naumburg (Saale)
- Hoppe, Friedrich (1921–2008), deutscher Unternehmer
- Hoppe, Fritz (1910–1999), deutscher Produktionsleiter und Filmproduzent
- Hoppe, Georg (1783–1833), deutscher Oberst
- Hoppe, Gerhard (* 1950), deutscher Fußballspieler
- Hoppe, Gesa, deutsche Opernsängerin (Sopran)
- Hoppe, Gunnar (1914–2005), schwedischer Geograph und Geomorphologe
- Hoppe, Gustav (1899–1974), österreichischer Architekt
- Hoppe, Hans (1887–1959), deutscher evangelischer Theologe
- Hoppe, Hans-Georg (1936–1981), deutscher Gebrauchsgrafiker in der DDR
- Hoppe, Hans-Günter (1922–2000), deutscher Politiker (FDP), MdB, MdA
- Hoppe, Hans-Hermann (* 1949), deutscher VolkswirtHans-Hermann Hoppe (* 1949)

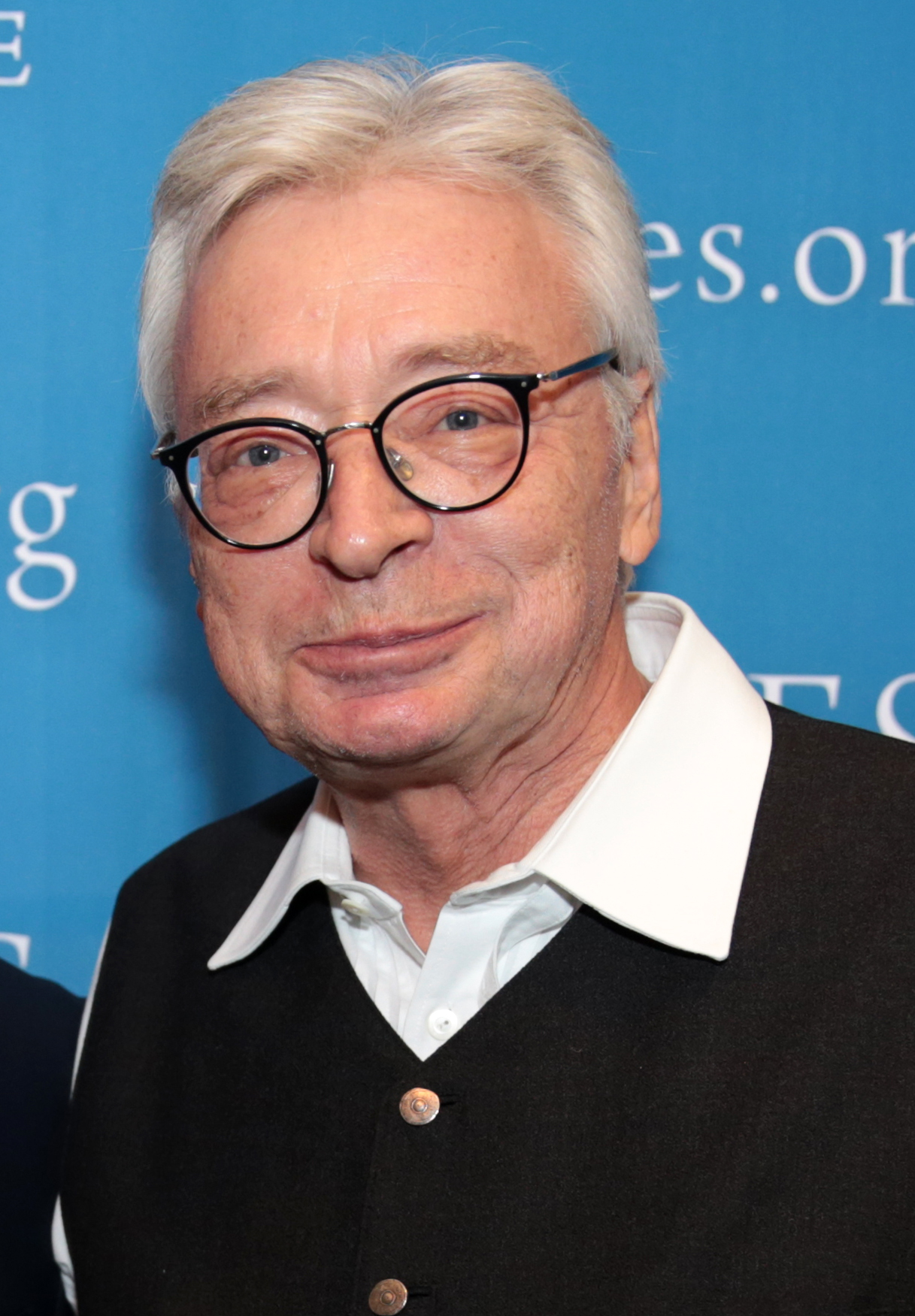
Hans-Hermann Hoppe (* 1949)

- Hoppe, Hans-Joachim (* 1945), deutscher Politikwissenschaftler, Publizist und Osteuropa-Experte
- Hoppe, Harry (1894–1969), deutscher Generalleutnant im Zweiten Weltkrieg
- Hoppe, Heinz (1924–1993), deutscher Opern-, Lied- und Operettensänger (Tenor)
- Hoppe, Heinz (* 1947), deutscher Motocrossfahrer der DDR
- Hoppe, Heinz C. (1917–1994), deutscher Industriemanager
- Höppe, Henning (* 1972), deutscher Chemiker und Hochschullehrer
- Hoppe, Hermann (1865–1921), deutscher Goldschmied und Schriftsteller
- Hoppe, Ilaria (* 1968), deutsche Kunsthistorikerin
- Hoppe, Ingeborg (1920–1983), deutsche Fotografin
- Hoppe, Ingo (* 1968), deutscher Sprecher und Moderator im Hörfunk und bei Live-Veranstaltungen
- Hoppe, Iris (* 1970), deutsche Bildende Künstlerin
- Hoppe, Israel (1601–1679), preußischer Historiker
- Hoppe, Jan-Pelle (* 1999), deutscher Fußballspieler
- Hoppe, Janine (* 1971), deutsche Juristin und Richterin
- Hoppe, Joachim (* 1963), deutscher Brigadegeneral der Bundeswehr
- Hoppe, Johann († 1565), deutscher Pädagoge und Schulreformer
- Hoppe, Johannes (1616–1654), deutscher Mediziner
- Hoppe, Johannes (1861–1925), deutscher Hofbesitzer und Politiker (NLP), MdR
- Hoppe, Jörg A. (* 1952), deutscher TV-Produzent, Manager, Musikverleger und Musikjournalist
- Hoppe, Jörg-Dietrich (1940–2011), deutscher Mediziner, Ärztevertreter
- Hoppe, Julius (1854–1899), deutscher Turner und Turnfunktionär
- Hoppe, Jürgen (1954–2021), deutscher Botaniker und Biodiversitätsinformatiker
- Hoppe, Karl (1868–1946), deutscher Klassischer Philologe und Gymnasiallehrer
- Hoppe, Karl (1892–1973), deutscher Germanist und Wilhelm Raabe-Forscher
- Hoppe, Karl (1898–1963), deutscher Politiker (KP, SPD), MdL
- Hoppe, Karl (1923–1987), deutscher Motorradrennfahrer
- Hoppe, Karl (1934–2002), deutscher Politiker (CDU), MdL
- Hoppe, Klaus (1938–2006), deutscher Ingenieur
- Hoppe, Klaus (* 1950), deutscher Fußballspieler
- Hoppe, Klaus-Peter (1954–2022), deutscher Synchronsprecher
- Hoppe, Kurt (1919–1988), deutscher Politiker (SPD), MdL
- Hoppe, Kurt (* 1924), deutscher Fußballspieler
- Hoppe, Kurt (* 1936), deutscher Politiker (DSU, DVU, REP, DP)
- Hoppe, Leon (* 2000), deutscher Basketballspieler
- Hoppe, Leonhard Günther (1923–1986), deutscher Gewerkschafter und Rechtsexperte
- Hoppe, Lisa (* 1988), deutsche Jazzmusikerin (Bass, Komposition)
- Hoppe, Maja, deutsche Schauspielerin
- Hoppe, Marianne (1909–2002), deutsche SchauspielerinMarianne Hoppe (1909–2002)

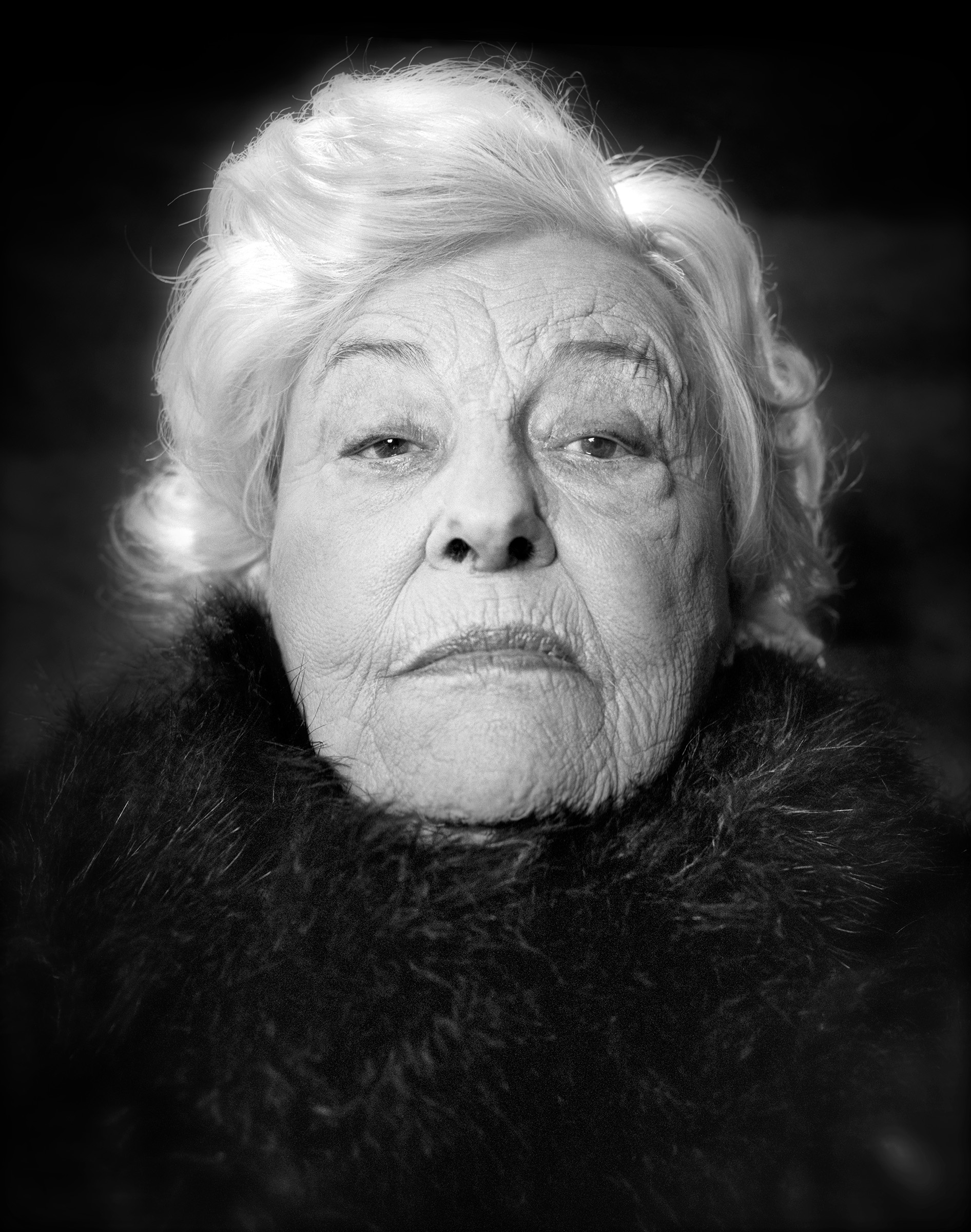
Marianne Hoppe (1909–2002)

- Hoppe, Marie (* 1986), deutsche Politikerin (Bündnis 90/Die Grünen), MdBB
- Hoppe, Mario (* 1982), deutscher Handballspieler
- Hoppe, Marius, deutscher Kitesurfer
- Hoppe, Markus (* 1966), deutscher Politiker (SPD) und Staatssekretär
- Hoppe, Martin (* 1968), deutscher Heimatforscher und Angestellter der Hanauer Stadtverwaltung
- Hoppe, Matthew (* 2001), US-amerikanischer Fußballspieler
- Hoppe, Matthias (* 1958), deutscher Eishockeytorwart
- Hoppe, Max (1922–1965), deutscher Fußballspieler
- Hoppe, Max Florian (* 1981), deutscher Schauspieler
- Hoppe, Michael (* 1948), deutscher Geschäftsmann und Entwicklungshelfer
- Hoppe, Michael (* 1966), deutscher Kirchenmusikreferent im Bistum Aachen und Domorganist
- Hoppe, Nils (* 1977), deutsch-englischer Rechtswissenschaftler und Hochschullehrer
- Hoppe, Oscar (1838–1923), deutscher Physiker
- Hoppe, Oscar (1886–1936), deutscher Eiskunstläufer
- Hoppe, Oscar (* 1996), deutscher Schauspieler
- Hoppe, Otto (1829–1891), deutscher Architekt und Baubeamter
- Hoppe, Otto (* 1940), deutscher Fußballtorwart
- Hoppe, Paul (1869–1933), österreichischer Architekt
- Hoppe, Paul (1900–1988), katholischer Geistlicher, zuletzt Kapitularvikar des Bistums Ermland
- Hoppe, Paul Werner (1910–1974), deutscher KZ-Kommandant
- Hoppe, Paula (* 2006), deutsche Fußballspielerin
- Hoppe, Peeter (* 1960), estnischer Brigadegeneral
- Hoppe, Peter (1938–2010), deutscher Maler und Grafiker
- Höppe, Peter (* 1954), deutscher Meteorologe und Biologe
- Hoppe, Peter (* 1968), deutscher Unternehmer
- Hoppe, Rainer (* 1962), deutscher Wasserballspieler und -trainer
- Hoppe, Ralf (* 1966), deutscher Fußballspieler
- Hoppe, Reinhold (1816–1900), deutscher Mathematiker
- Hoppe, René (* 1976), deutscher Bobsportler
- Hoppe, Rolf (1930–2018), deutscher SchauspielerRolf Hoppe (1930–2018)

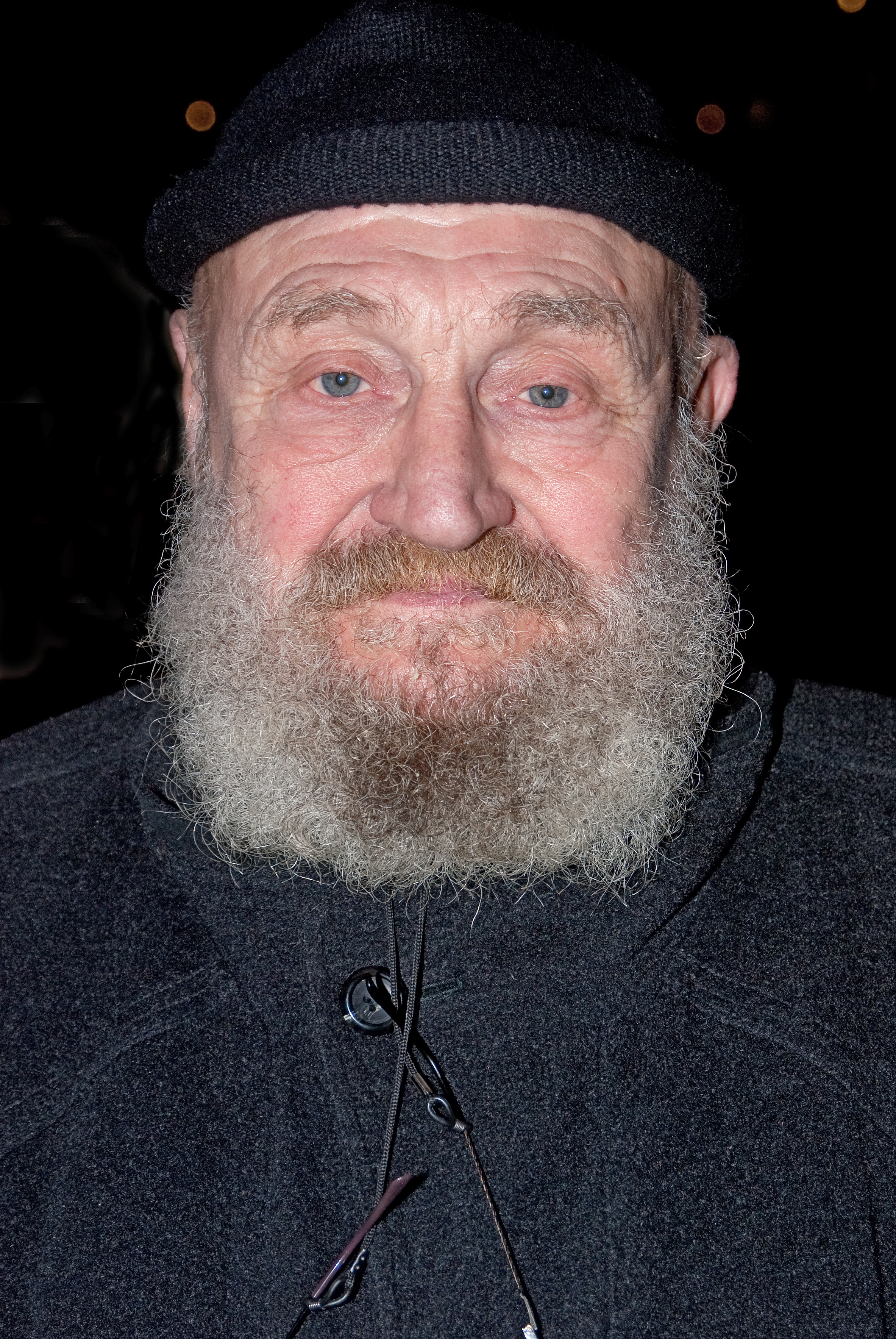
Rolf Hoppe (1930–2018)

- Hoppe, Rolf (1945–1969), chilenischer Leichtathlet
- Hoppe, Rudolf (1922–2014), deutscher Chemiker
- Hoppe, Rudolf (* 1946), deutscher katholischer Neutestamentler
- Hoppe, Rudolf W. (* 1943), deutscher Architekt
- Hoppe, Rudolph Ludwig (1811–1896), deutscher Amtsauditor, Journalist und Geschichtsschreiber
- Hoppe, Sarah (* 1984), deutsche Volleyball- und Beachvolleyballspielerin
- Hoppe, Sigi (1936–2010), deutscher Schlagersänger
- Hoppe, Stephan (* 1966), deutscher Kunsthistoriker
- Hoppe, Svenson (* 1999), deutscher Floorballspieler
- Hoppe, Theodor (1831–1897), österreichischer Architekt
- Hoppe, Theodor (1846–1934), deutscher Theologe, Doktor der Theologie und Pastor
- Hoppe, Theodor (1852–1932), deutscher lutherischer Theologe
- Hoppe, Thilo (* 1958), deutscher Politiker (Bündnis 90/Die Grünen), MdBThilo Hoppe (* 1958)

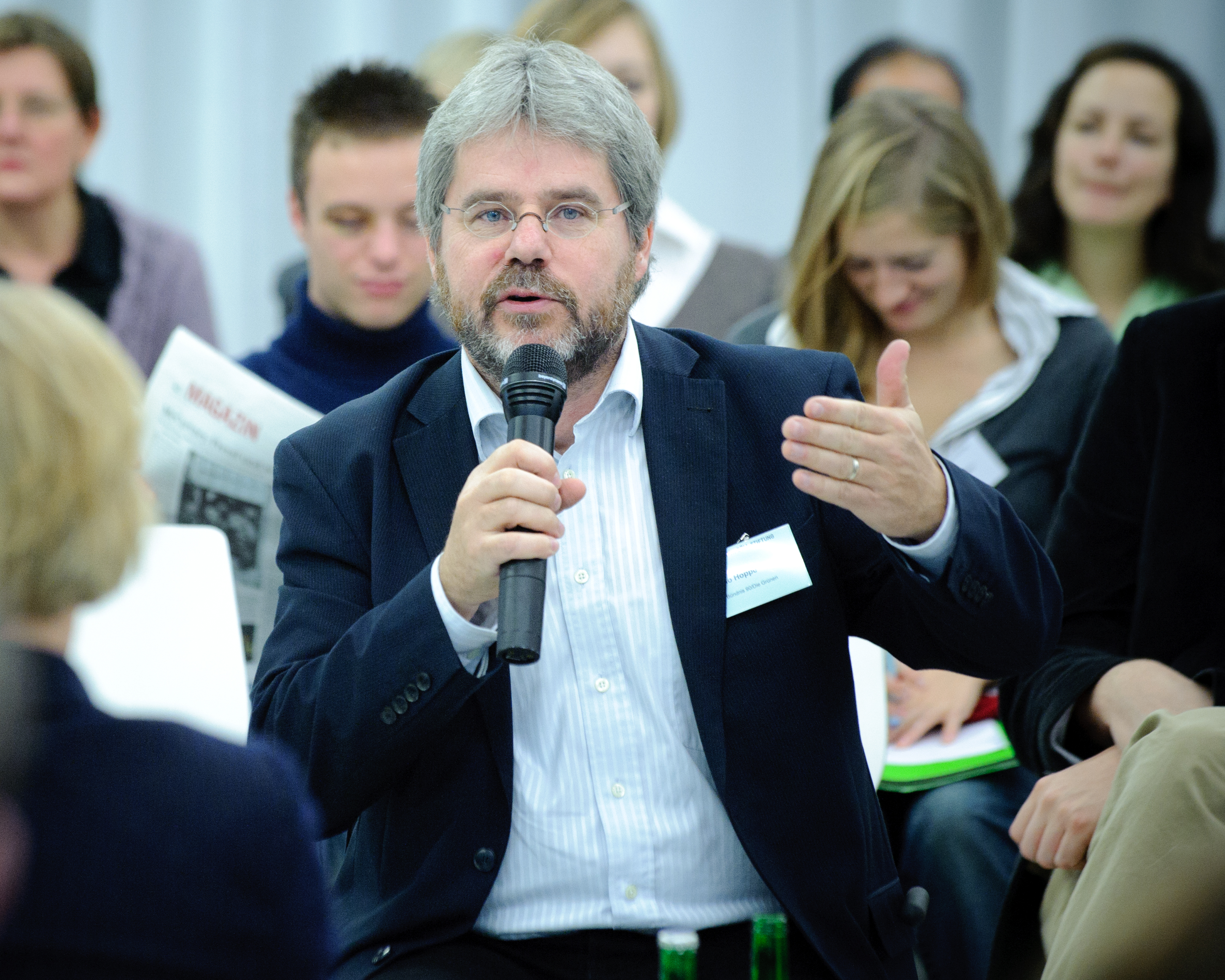
Thilo Hoppe (* 1958)

- Hoppe, Thomas (* 1956), deutscher Theologe
- Hoppe, Uwe (* 1954), deutscher Dramatiker, Regisseur, Autor und Schauspieler
- Hoppe, Walter (1896–1976), deutscher Geologe
- Hoppe, Walter (1917–1986), deutscher Physiker
- Hoppe, Werner (1930–2009), deutscher Rechtswissenschaftler und Rechtsanwalt
- Hoppe, Werner (1934–2010), deutscher Ringer
- Hoppe, Werner (* 1949), deutscher Terrorist der Roten Armee Fraktion
- Hoppe, Willie (1887–1959), US-amerikanischer Billardspieler und 51-maliger Weltmeister
- Hoppe, Willy (1884–1960), deutscher Regionalhistoriker, Rektor der Universität Berlin
- Hoppe, Wolfgang (* 1957), deutscher Bobfahrer und TrainerWolfgang Hoppe (* 1957)

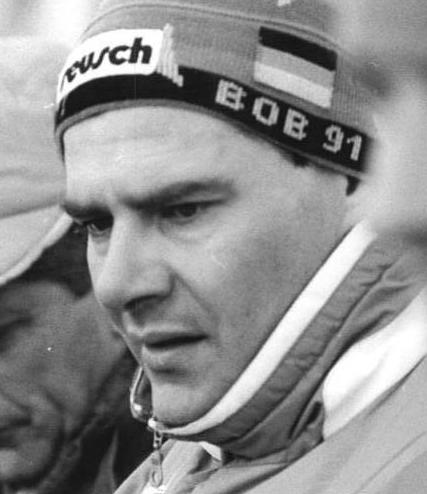
Wolfgang Hoppe (* 1957)

- Hoppe-Biermeyer, Bernhard (* 1961), deutscher Politiker (CDU), MdL
- Hoppe-Camphausen, Curt (1877–1947), deutscher Historien-, Porträt-, Tier-, Stillleben- und Landschaftsmaler sowie Zeichner der Düsseldorfer Schule
- Hoppe-Graff, Siegfried (* 1949), deutscher Psychologe
- Hoppe-Ritter, Marli (* 1948), deutsche Unternehmerin
- Hoppe-Seyler, Amanda (1819–1900), deutsche Schriftstellerin
- Hoppe-Seyler, Felix (1825–1895), deutscher Arzt, Chemiker und Physiologischer Chemiker
- Hoppe-Seyler, Felix Adolf (1898–1945), deutscher Physiologe
- Hoppé-von Rigéno, Mathilde von (1843–1887), deutsche Opernsängerin (Sopran)
- Hoppek, Boris (* 1970), deutscher Graffitikünstler
- Hoppel, Bryce (* 1997), US-amerikanischer Leichtathlet
- Hoppeler, Hans (1879–1945), Schweizer Mediziner und Politiker
- Hoppen, David, australischer Badmintonspieler
- Hoppen, Franziska (* 1990), deutsche Journalistin, Podcasterin, Hörfunk- und Fernsehmoderatorin
- Hoppenberg, Ernst (1878–1937), deutscher Schwimmer
- Hoppenberg, Irene (* 1951), deutsche Künstlerin
- Hoppenbichl, Joseph Franz Xaver (1721–1779), deutscher katholischer Geistlicher und Ökonom
- Hoppenbrock, August (1905–1976), deutscher Politiker (CDU), MdL
- Hoppenbrock, Ernst-August (* 1948), deutscher Politiker (CDU), MdL
- Hoppenbrouwers, Johannes Franciscus (1819–1866), niederländischer Landschaftsmaler, Radierer und Lithograf
- Hoppener, Jakob, Maler
- Höppener, René (1903–1983), niederländischer Politiker (RKSP, KVP), Staatssekretär, Bürgermeister von Roermond und Mitglied der Ersten Kammer der Generalstaaten
- Hoppener, Simon († 1566), deutscher Amtsschreiber und Rentmeister
- Hoppenhaupt, Johann Christian der Jüngere (1719–1785), deutscher Zierratenbildhauer und Dekorateur
- Hoppenhaupt, Johann Michael (1685–1751), deutscher Bildhauer und Baumeister
- Hoppenhaupt, Johann Michael der Ältere (* 1709), deutscher Zieratenbildhauer und Dekorateur
- Hoppenhaupt, Michael (1657–1710), dänischer Bildhauer
- Hoppenrath, Julius (1880–1961), deutscher Politiker (NSDAP), Finanzsenator in Danzig und Oberfinanzpräsident im Reichsgau Danzig-Westpreußen
- Hoppensack, Hans-Christoph (1939–2023), deutscher Jurist und Bremer Staatsrat
- Hoppenstätt, Franz, deutsch-estnischer Holzschnitzer des Frühbarocks
- Hoppensteadt, Frank (* 1938), US-amerikanischer Mathematiker
- Hoppenstedt, August (1812–1873), deutscher Verwaltungsjurist und Politiker
- Hoppenstedt, August Ludwig (1763–1830), deutscher lutherischer Theologe
- Hoppenstedt, Carl Wilhelm (1769–1826), deutscher Rechtswissenschaftler und Hochschullehrer sowie Unterstaatssekretär im Königreich Hannover
- Hoppenstedt, Dietrich H. (* 1940), deutscher Jurist, Präsident des Deutschen Sparkassen- und Giroverbands
- Hoppenstedt, Georg Ernst Friedrich (1779–1858), Stadtdirektor von Hannover
- Hoppenstedt, Georg Ludwig von (1830–1894), deutscher Landwirtschaftsfunktionär
- Hoppenstedt, Gustav von (1847–1918), preußischer Generalleutnant
- Hoppenstedt, Heinrich († 1646), deutscher lutherischer Theologe und Hofprediger in Celle
- Hoppenstedt, Hendrik (* 1972), deutscher Jurist und Politiker (CDU), MdBHendrik Hoppenstedt (* 1972)

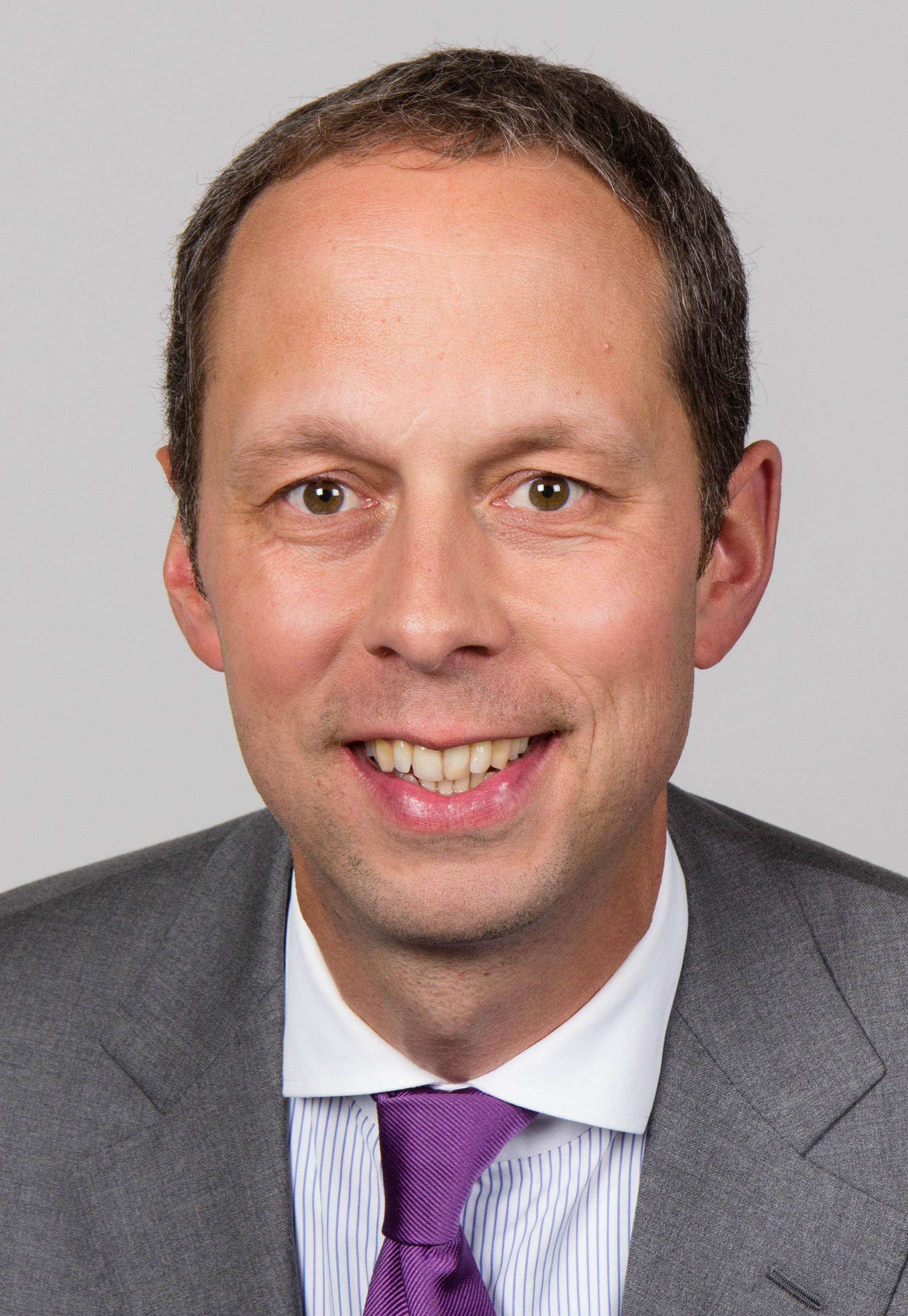
Hendrik Hoppenstedt (* 1972)

- Hoppenstedt, Karl (1800–1883), deutscher Jurist und Politiker
- Hoppenstedt, Karl (1834–1910), deutscher Jurist, Richter und der erste Präsident des Landgerichts Lübeck
- Hoppenstedt, Karsten Friedrich (* 1937), deutscher Politiker (CDU), MdEP
- Hoppenstedt, Werner (1883–1971), deutscher Kunsthistoriker, Direktor des Kaiser-Wilhelm-Instituts in Rom (1939–1945)
- Hoppenstedt, Wilhelm Johann Julius (1726–1788), deutscher lutherischer Theologe
- Hoppenstock, Christian (1859–1936), deutscher Politiker (SPD)
- Hopper, Andy (* 1953), britischer Informatiker, Hochschullehrer
- Hopper, Anita K., US-amerikanische Molekulargenetikerin
- Hopper, Bruce Campbell (1892–1973), Pilot im Ersten Weltkrieg, Zeitungsreporter, Autor, Historiker und Dozent
- Hopper, Deborah, US-amerikanische Kostümbildnerin
- Hopper, Dennis (1936–2010), US-amerikanischer Schauspieler und FilmemacherDennis Hopper (1936–2010)

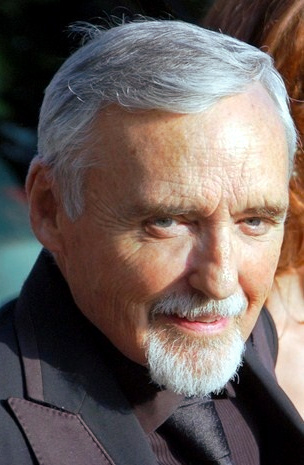
Dennis Hopper (1936–2010)

- Hopper, Diana (* 1993), US-amerikanische Schauspielerin
- Hopper, Edward (1882–1967), amerikanischer Maler
- Hopper, Grace (1906–1992), US-amerikanische Informatikerin und Computerpionierin
- Hopper, Hedda (1885–1966), US-amerikanische Schauspielerin und Gesellschaftskolumnistin
- Hopper, Hugh (1945–2009), britischer Bassist und Komponist
- Hopper, Jerry (1907–1988), US-amerikanischer Regisseur
- Hopper, Joachim (1523–1576), niederländischer Jurist und Staatsmann
- Hopper, John D. Jr. (* 1946), US-amerikanischer Offizier, Generalleutnant der US Air Force
- Hopper, Josephine (1883–1968), US-amerikanische Malerin
- Hopper, Sean (* 1953), US-amerikanischer Rockmusiker
- Hopper, Suzanne (1970–2011), US-amerikanischer Deputy
- Hopper, Tom (* 1985), britischer SchauspielerTom Hopper (* 1985)

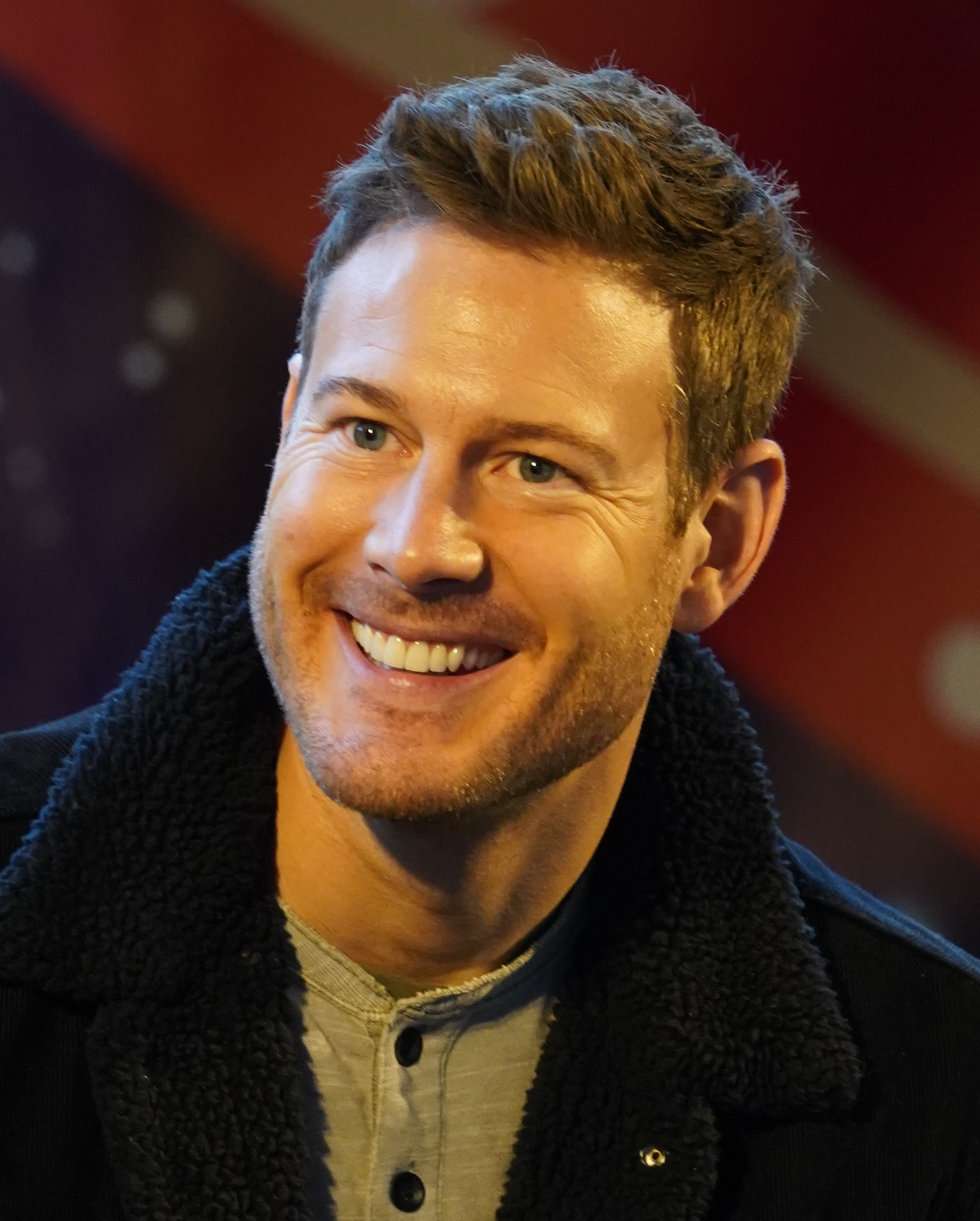
Tom Hopper (* 1985)

- Hopper, William (1915–1970), US-amerikanischer Schauspieler
- Höpperger, Alex (1865–1929), Sänger
- Höpperger, Iva (* 2013), österreichische Schauspielerin
- Hoppermann, Franziska (* 1982), deutsche Politikerin (CDU), MdB
- Hoppermann, Norbert (* 1969), deutscher Kirchenmusiker und Komponist
- Hoppert, Andreas (* 1963), deutscher Krimi-Autor
- Hoppezak, Vincent (* 1999), niederländischer Radrennfahrer

#### Hoppi
- Hoppichler, Friedrich (* 1959), österreichischer Internist, Diabetologe, Endokrinologe und Kardiologe
- Hoppin, Agnes (1874–1898), US-amerikanische Frau, zu deren Ehre das Agnes Hoppin Memorial Fellowship Stipendium gestiftet wurde
- Hoppin, Joseph Clark (1870–1925), amerikanischer Klassischer Archäologe
- Hoppin, William W. (1807–1880), US-amerikanischer Politiker und Gouverneur des Bundesstaates Rhode Island (1854–1857)
- Höpping, Barbara (* 1946), deutsche Journalistin
- Hoppius, Dörthe (* 1996), deutsche Fußballspielerin

#### Hoppl
- Höppler, Fritz (1897–1955), deutscher Chemiker, Ingenieur und Erfinder
- Hoppler, Laurin (* 2001), Schweizer Politiker (Junges Grünes Bündnis Basel), Grossrat
- Höppli, Johann Jacob (1822–1876), Schweizer Bildhauer und Keramikproduzent

#### Hoppm
- Hoppmann, Bert (1889–1949), deutscher Maler, Bühnenbildner und Kostümbildner
- Hoppmann, Erich (1923–2007), deutscher Wirtschaftswissenschaftler
- Hoppmann, Ferdinand (1889–1958), Landtagsabgeordneter (KPD), MdL
- Hoppmann, Frank (* 1975), deutscher Karikaturist

#### Hoppn
- Höppner, Andreas (* 1968), deutscher Politiker (Die Linke), MdL
- Höppner, Benjamin (* 1974), deutscher Schauspieler
- Höppner, Christian (* 1956), deutscher Instrumentallehrer, Musikpädagoge und Cellist
- Höppner, Curt (1887–1966), deutscher Architekt und preußischer Baubeamter, Direktor der Baugewerkschulen in Deutsch Krone, Frankfurt (Oder), Eckernförde, Münster und Köln
- Höppner, Franz (1905–1989), deutscher Politiker (SED) und Funktionär
- Höppner, Hans (1873–1946), deutscher Biologe, Botaniker und Entomologe
- Höppner, Hans (1929–2006), deutscher Journalist
- Höppner, Harald, deutscher Seenotrettungs-Aktivist
- Höppner, Hartmut (* 1967), deutscher Ministerialbeamter
- Höppner, Henning (* 1949), deutscher Politiker (SPD), MdL
- Höppner, Jakob (1748–1826), mennonitischer Delegierter in Russland
- Höppner, Joachim (1946–2006), deutscher Schauspieler und Synchronsprecher
- Hoppner, John (1758–1810), englischer Maler deutscher Abstammung
- Höppner, Karl Ludwig (1833–1874), deutschbaltisch-russischer Mediziner, Anatom, Chirurg und Hochschullehrer
- Höppner, Lucienne (* 1994), deutsche Skispringerin
- Höppner, Luise (1907–1999), deutsche Politikerin (SED, DFD)
- Höppner, Manfred (1934–2023), deutscher Arzt, Vizechef des Sportmedizinischen Dienstes der DDR, inoffizieller Mitarbeiter der DDR-Staatssicherheit
- Höppner, Mareile (* 1977), deutsche Fernsehmoderatorin und JournalistinMareile Höppner (* 1977)

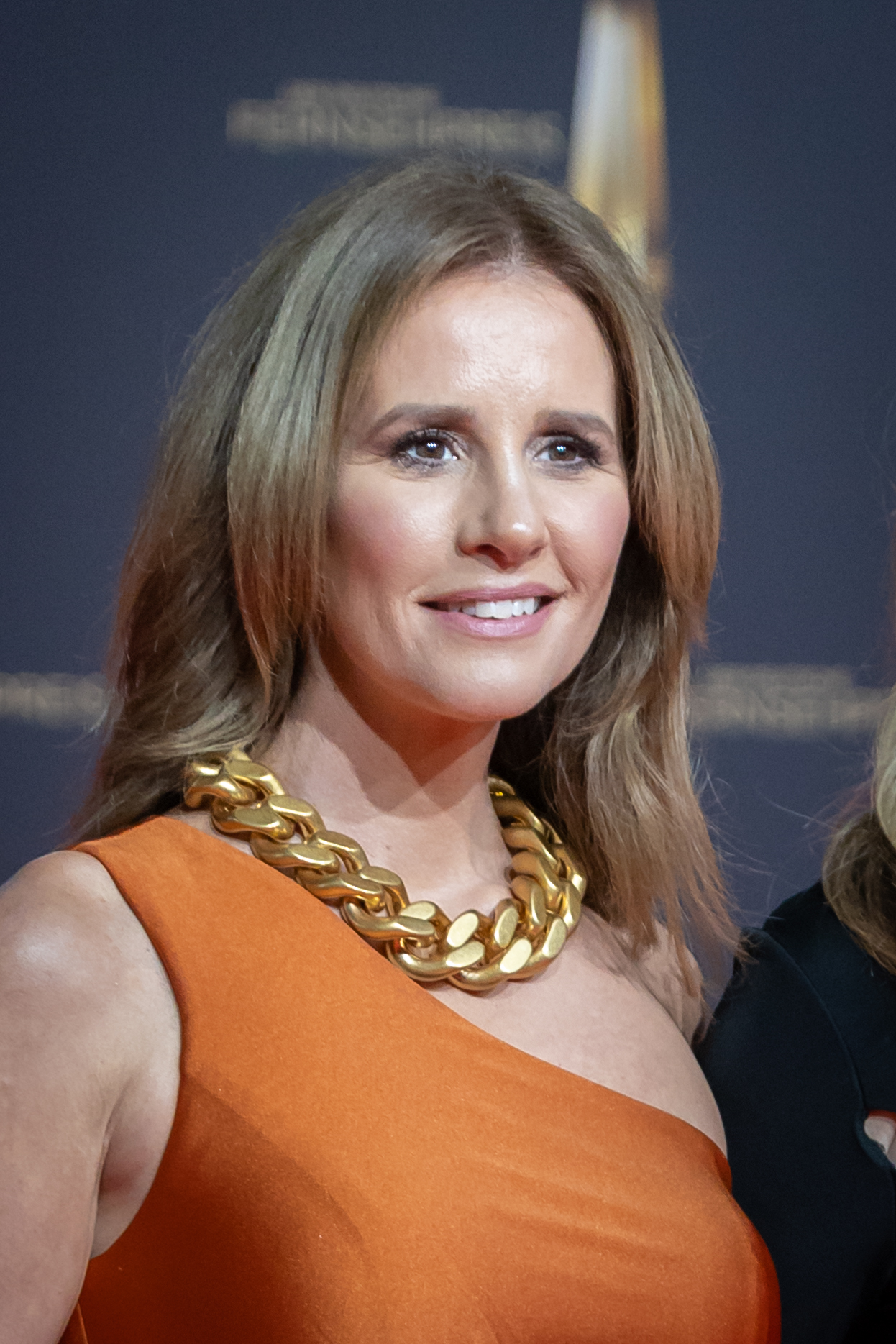
Mareile Höppner (* 1977)

- Höppner, Melanie (* 1982), deutsche Beachvolleyballspielerin
- Höppner, Reinhard (1948–2014), deutscher Politiker (SPD), MdV, MdL, Ministerpräsident des Landes Sachsen-Anhalt (1994–2002)
- Hoppner, Richard Belgrave (1786–1872), englischer Maler und Diplomat
- Höppner, Roland (* 1967), deutscher Jazzschlagzeuger
- Höppner, Rolf-Heinz (1910–1998), deutscher SS-Obersturmbannführer
- Höppner, Rudolf (1923–1996), deutscher FDGB-Funktionär und SED-Funktionär, Vorsitzender der IG Chemie und des FDGB-BV Berlin, MdV
- Höppner, Silke (* 1966), deutsche Malerin und Grafikerin
- Höppner, Stefan (* 1969), deutscher Literaturwissenschaftler

#### Hopps
- Hopps, Janet (* 1934), US-amerikanische Tennisspielerin
- Hopps, Jimmy (* 1939), amerikanischer Rhythm-&-Blues- und Jazzmusiker
- Hopps, Walter (1932–2005), amerikanischer Museumsdirektor und Kurator
- Hoppstädter, Kurt (1905–1970), deutscher Heimatforscher und Heraldiker
- Hoppstaedter, Albert (1886–1931), deutscher Manager im Ruhrbergbau
- Hoppstock, Tilman (* 1961), deutscher Konzertgitarrist, Cellist und Musikwissenschaftler
- Hoppstock-Huth, Magda (1881–1959), deutsche Politikerin (SPD), MdHB

#### Hoppu
- Hoppus, Mark (* 1972), US-amerikanischer Musiker, Produzent und Songwriter

### Hopr
- Hoprich, Georg (1938–1969), rumäniendeutscher Lyriker

### Hops
- Hops, Franz Magnus (1717–1756), deutscher Bildhauer
- Hops, Johann Adam (* 1708), deutscher Bildhauer
- Hops, Johann Baptist (1736–1788), deutscher Bildhauer
- Hops, Johannes (* 1681), deutscher Bildhauer
- Hops, Johannes Paul (* 1734), deutscher Bildhauer
- Hops, Josef Anton (1720–1761), deutscher Bildhauer
- Hops, Tom (1906–1976), deutscher Maler und Grafiker
- Hopsicker, Daniel (1951–2023), US-amerikanischer Fernsehproduzent, Buchautor und Dokumentarfilmer
- Hopsin (* 1985), US-amerikanischer Rapper, Produzent und SchauspielerHopsin (* 1985)

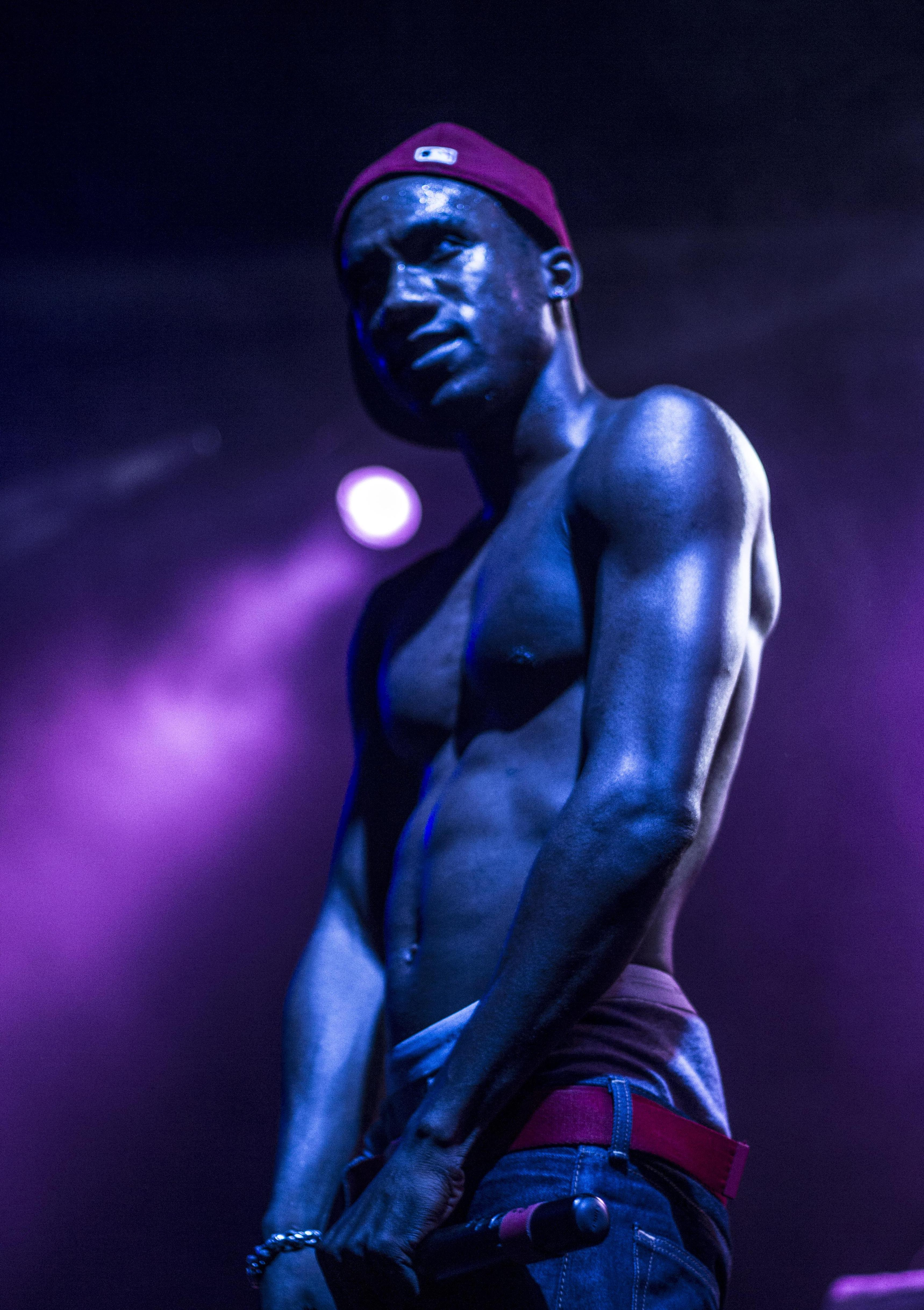
Hopsin (* 1985)

- Hopson, Donald (1915–1974), britischer Diplomat
- Hopson, Eddie (* 1971), US-amerikanischer Boxer und Rechtsausleger
- Hopson, James (* 1935), US-amerikanischer Paläontologe
- Hopstätter, Helmut (1900–1978), deutscher Lehrer und Historiker
- Hopstein von Koschnitz, Israel (1733–1814), chassidischer Zaddik und Prediger
- Hopstein, Kurt (1934–2013), deutscher Musikpädagoge und Komponist
- Hopstock, Jens Sigfred (1853–1924), norwegischer Ingenieur und Telefonpionier

### Hopt
- Hopt, Anita (* 1981), deutsche Schauspielerin und Synchronsprecherin
- Hopt, Jannis (* 1996), deutscher Volleyballspieler
- Hopt, Klaus (* 1940), deutscher Jurist und Vertreter des deutschen Wirtschaftsrechts
- Hopt, Ulrich (* 1948), deutscher Arzt, Chirurg und Hochschullehrer, ehemals Ordinarius für Chirurgie in Rostock und Freiburg
- Hopta, Rudolf (1902–1971), deutscher Maler
- Höptner, Richard (* 1950), deutscher Verwaltungsjurist
- Hopton, Ineta (* 1992), lettische Squashspielerin
- Hopton, Ralph, 1. Baron Hopton (1598–1652), königstreuer Kommandant im Englischen Bürgerkrieg
- Hopton, Russell (1900–1945), US-amerikanischer Schauspieler und Regisseur
- Hopton, William († 1484), englischer Ritter

### Hopw
- Hopwood, Anthony (1944–2010), britischer Wissenschaftler (Accounting)
- Hopwood, Arthur Tindell (1897–1969), britischer Paläontologe
- Hopwood, David (* 1933), britischer Genetiker und Mikrobiologe
- Hopwood, Robert Freeman (1856–1940), US-amerikanischer Politiker

### Hopy
- Hopyl, Wolfgang, Buchdrucker